# فهرست فیلم‌های آمریکایی ۲۰۲۱
این فهرستی از فیلم‌های آمریکایی است که در سال ۲۰۲۱ منتشر شدند.
برنامه انتشار سال ۲۰۲۱ شامل فیلم‌های قابل توجه متعددی است که در ابتدا برای انتشار در سال ۲۰۲۰ برنامه‌ریزی شده بودند اما به دلیل دنیاگیری کروناویروس بر سینما به تعویق افتادند.

## فروش گیشه
پردرآمدترین فیلم‌های آمریکایی اکران شده در سال ۲۰۲۱ در باکس آفیس داخلی به ترتیب زیر هستند:
| رتبه | عنوان                          | توزیع‌کننده                 | فروش داخلی   |
| ---- | ------------------------------ | -------------------------- | ------------ |
| ۱    | مرد عنکبوتی: راهی به خانه نیست | سونی پیکچرز                | $۷۸۶٬۴۸۸٬۲۲۳ |
| ۲    | شانگ چی و افسانه ده حلقه       | استودیو سینمایی والت دیزنی | $۲۲۴٬۸۸۶٬۲۸۰ |
| ۳    | ونوم: بگذارید کارنیج بیاید     | سونی پیکچرز                | $۲۱۳٬۵۵۰٬۳۶۶ |
| ۴    | بیوه سیاه                      | دیزنی                      | $۱۸۳٬۶۵۱٬۶۵۵ |
| ۵    | اف۹                            | یونیورسال پیکچرز           | $۱۷۳٬۰۰۵٬۹۴۵ |
| ۶    | جاودانگان                      | دیزنی                      | $۱۶۴٬۸۷۰٬۲۳۴ |
| ۷    | زمانی برای مردن نیست           | مترو گلدوین مایر           | $۱۶۰٬۸۹۱٬۰۰۷ |
| ۸    | یک مکان ساکت: بخش ۲            | پارامونت پیکچرز            | $۱۶۰٬۰۷۲٬۲۶۱ |
| ۹    | شکارچیان روح: افترلایف         | سونی پیکچرز                | $۱۹۴٬۴۰۵٬۳۱۳ |
| ۱۰   | آواز ۲                         | یونیورسال پیکچرز           | $۱۴۷٬۳۵۸٬۹۸۵ |
| ۱۱   | مرد آزاد                       | استودیوی قرن بیستم         | $۱۲۱٬۶۲۶٬۵۹۸ |
| ۱۲   | گشت‌وگذار در جنگل               | دیزنی                      | $۱۱۶٬۹۸۷٬۵۱۶ |
| ۱۳   | گودزیلا در برابر کونگ          | برادران وارنر              | $۹۹٬۲۴۴٬۷۴۴  |
| ۱۴   | تل‌ماسه                         | برادران وارنر              | $۹۳٬۴۰۴٬۹۱۱  |
| ۱۵   | افسون                          | دیزنی                      | $۹۰٬۶۲۸٬۳۲۹  |

## ژانویه – مارس
| افتتاح          | افتتاح | عنوان                                        | شرکت تولیدی                                                                          | بازیگران و خدمه | Ref.   |
| --------------- | ------ | -------------------------------------------- | ------------------------------------------------------------------------------------ | --- | ------ |
| J A N U A R Y   | ۱      | سایه در ابر                                  | ورتیکال انترتینمنت                                                                   | روزان لیانگ (کارگردان/فیلمنامه)؛ مکس لندیس (فیلمنامه)؛ کلویی گریس مورتس، تیلور جان اسمیت، بولا کوال، کالن مالوی، نیک رابینسون                                                                                 | [ ۲ ]  |
| J A N U A R Y   | ۱۳     | ببر سفید                                     | نتفلیکس                                                                              | رامین بحرانی (کارگردان/فیلمنامه)؛ آدرش گوراو، راجکومار رائو، پریانکا چوپرا |        |
| J A N U A R Y   | ۱۴     | قرنطینه                                      | اچ‌بی‌او مکس برادران وارنر پیکچرز                                                      | داگ لیمان (کارگردان)؛ استیون نایت (فیلمنامه)؛ ان هتوی، چیویتل اجیوفور، استیون مرچنت، میندی کالینگ، لوسی بوینتون، دولی هیل، جازمین سیمون، مارک گیتیس، کلیس بنگ، بن استیلر، بن کینگزلی                          | [ ۳ ]  |
| J A N U A R Y   | ۱۵     | حفاری                                        | نتفلیکسکلرکنول فیلمز                                                                 | سایمون استون (کارگردان)؛ مویرا بوفینی (فیلمنامه)؛ کری مولیگان، ریف فاینز، لیلی جیمز، جانی فلین، بن چاپلین، کن استات، آرچی بارنز، مونیکا دولان                                                                 | [ ۴ ]  |
| J A N U A R Y   | ۱۵     | خارج از حصار                                 | نتفلیکس                                                                              | میکل هوفسترم (کارگردان)؛ راب یسکامب، روآن اتال (فیلمنامه)؛ آنتونی مکی، دامسون ایدریس، امیلی بیچام، مایکل کلی، پیلو اسبک                                                                                       | [ ۵ ]  |
| J A N U A R Y   | ۱۵     | تیرانداز                                     | اوپن رود فیلمز                                                                       | رابرت لورنتس (کارگردان/فیلمنامه)؛ کریس چارلز، دنی کراویتز (فیلمنامه)؛ لیام نیسون، کاترین وینیک، خوان پابلو رابا، ترزا رویز                                                                                    | [ ۶ ]  |
| J A N U A R Y   | ۱۵     | پوست آمریکایی                                | ورتیکال انترتینمنت                                                                   | نیت پارکر (کارگردان/فیلمنامه)؛ نیت پارکر، عمری هاردویک، تئو روسی، شین پل مک گی، میلاونا جکسون، بو نپ | [ ۷ ]  |
| J A N U A R Y   | ۱۵     | به هیچ‌کسی نگو                                | لاینزگیت صبان فیلمز                                                                  | الکس مک آلی (کارگردان/فیلمنامه)؛ جک دیلن گریزر، فیون وایتهد، رین ویلسون، مینا سوواری | [ ۸ ]  |
| J A N U A R Y   | ۲۲     | دوست ما                                      | گراویتاس ونچرز بلک بر پیکچرز                                                         | گابریلا کاپرتویت (کارگردان)؛ برد اینگلزبی (فیلمنامه)؛ جیسون سیگل، داکوتا جانسون، کیسی افلک، گوئندولین کریستی، چری جونز                                                                                        | [ ۹ ]  |
| J A N U A R Y   | ۲۲     | سرزمین هیچ‌کس                                 | آی‌اف‌سی فیلمز                                                                         | کانر آلین (کارگردان)؛ جیک آلین، دیوید بارازا (فیلمنامه)؛ جیک آلین، فرانک گریلو، خورخه آ. خیمنز، اندی مک‌داول، جرج لوپز                                                                                         |        |
| J A N U A R Y   | ۲۲     | قهرمان مادرزاد                               | لاینزگیت                                                                             | الکس راناریلو (کارگردان/فیلمنامه)؛ شان پاتریک فلانری (فیلمنامه)؛ شان پاتریک فلنری، دنیس کواید، کاترینا بودن                                                                                                   | [ ۱۰ ] |
| J A N U A R Y   | ۲۶     | پیچ اشتباه                                   | صبان فیلمز کنستانتین فیلم                                                            | مایک پی نلسون (کارگردان)؛ آلن بی مک الروی (فیلمنامه)؛ چارلوت وگا، آدین بردلی، بیل سیج، اما دومان، دیلن مک تی، دیزی هد، متیو موداین                                                                            | [ ۱۱ ] |
| J A N U A R Y   | ۲۷     | شکوفایی پنگوئن                               | نتفلیکس رودشو فیلمز                                                                  | گلندا ایوین (کارگردان)؛ شان گرانت، هری کریپس (فیلمنامه)؛ نائومی واتس، اندرو لینکلن، جکی ویور، ریچل هاوس | [ ۱۲ ] |
| J A N U A R Y   | ۲۹     | چیزهای کوچک                                  | برادران وارنر پیکچرز گرن ویا پروداکشنز اچ‌بی‌او مکس                                    | جان لی هنکاک (کارگردان/فیلمنامه)؛ دنزل واشینگتن، رامی ملک، جرد لتو، کریس باوئر، مایکل‌هایت، تری کینی، ناتالی مورالس                                                                                            | [ ۱۳ ] |
| J A N U A R Y   | ۲۹     | در جستجوی اوهانا                             | نتفلیکس                                                                              | جود ونگ (کارگردان)؛ کریستینا استرین (فیلمنامه)؛ کیا پیهو، الکس آیونو، لیندسی واتسون، اوون واکارو، کلی هو، برانزکومب ریچموند، کریس پارنل، مارک اون جکسون                                                       | [ ۱۴ ] |
| J A N U A R Y   | ۲۹     | سرزمین خانه‌به‌دوش‌ها                           | سرچلایت پیکچرز هولو                                                                  | کلویی ژائو (کارگردان/فیلمنامه)؛ فرانسیس مک‌دورمند، دیوید استراترن، لیندا می، شارلین سوانکی، باب ولز | [ ۱۵ ] |
| J A N U A R Y   | ۲۹     | مالکوم و ماری                                | نتفلیکس                                                                              | سام لوینسون (کارگردان/فیلمنامه)؛ زندیا، جان دیوید واشینگتن | [ ۱۶ ] |
| J A N U A R Y   | ۲۹     | پالمر                                        | اپل تی‌وی پلاس                                                                        | فیشر استیونس (کارگردان) شریل گوریرو (فیلمنامه)؛ جاستین تیمبرلیک، جونو تیمپل، آلیشا وین رایت، جون اسکویب، رایدر آلن                                                                                            |        |
| F E B R U A R Y | ۵      | سقوط کردن                                    | کوئیور دستریبوشن                                                                     | ویگو مورتنسن (کارگردان/فیلمنامه)؛ ویگو مورتنسن، لانس هنریکسن، تری چن، سوریر گودناسون، هانا گراس، لورا لینی | [ ۱۷ ] |
| F E B R U A R Y | ۵      | سعادت                                        | آمازون ام‌جی‌ام استودیوز                                                               | مایک کیهیل (کارگردان/فیلمنامه)؛ اوون ویلسون، سلما هایک |        |
| F E B R U A R Y | ۵      | ماهی کوچک                                    | آی‌اف‌سی فیلمز بلک بر پیکچرز                                                           | چاد هارتیگان (کارگردان)؛ ماتسون تاملین (فیلمنامه)؛ اولیویا کوک، جک اوکانل، رائول کاستیلو، سوکو | [ ۱۸ ] |
| F E B R U A R Y | ۵      | پسر جنوب                                     | ورتیکال انترتینمنت                                                                   | بری الکساندر براون (کارگردان/فیلمنامه)؛ لوکاس تیل، لوسی هیل، سدریک اینترتینر، برایان دنهی |        |
| F E B R U A R Y | ۵      | چت پی‌وی‌تی                                    | دارک استار پیکچرز                                                                    | بن هوزی (کارگردان/فیلمنامه)؛ جولیا فاکس، نیکی بلفیلیو، آستین براون، پیتر وک | [ ۱۹ ] |
| F E B R U A R Y | ۱۰     | موسیقی                                       | ورتیکال انترتینمنت                                                                   | سیا (کارگردان/فیلمنامه)؛ دالاس کلیتون (فیلمنامه)؛ کیت هادسن، لسلی اودم جونیور، مدی زیگلر | [ ۲۰ ] |
| F E B R U A R Y | ۱۲     | یهودا و مسیح سیاه                            | برادران وارنر پیکچرز رسانه پارتیکیپنت بران کریتیواچ‌بی‌او مکس                          | شاکا کینگ (کارگردان/فیلمنامه)؛ ویل برسون (فیلمنامه)؛ دنیل کالویا، کیت استنفیلد، جسی پلمونس، دومینیک فیش بک، اشتون ساندرس، دارل بریت گیبسون، لیل رل هاوری، آلجی اسمیت، دومینیک تورن، مارتین شین                | [ ۲۱ ] |
| F E B R U A R Y | ۱۲     | موریتانی                                     | اس‌تی‌اکس اینترتینمنتتاپیک استودیوز بی‌بی‌سی فیلمز                                       | کوین مک‌دانلد (کارگردان)؛ ام بی تراوون، روری هاینز، سهراب نوشیروانی (فیلمنامه)؛ جودی فاستر، طاهر رحیم، شیلین وودلی، زکری لی‌وای، بندیکت کامبربچ                                                                 |        |
| F E B R U A R Y | ۱۲     | مشروح اخبار در یوبا کانتی                    | آمریکن اینترنشنال پیکچرزای‌جی‌سی استودیوز ناین استوریز پروداکشنز                       | تیت تیلور (کارگردان)؛ آماندا ایدوکو (فیلمنامه)؛ الیسون جنی، میلا کونیس، آکوافینا، رجینا هال، واندا سایکس، جولیت لوئیس، سمیرا وایلی، متیو موداین، الن بارکین                                                   |        |
| F E B R U A R Y | ۱۲     | بارب و استار به ویستا دل‌مار می‌روند           | لاینزگیت گلوریا سانچز پروداکشنز                                                      | جاش گرین‌باوم (کارگردان)؛ انی مامولو، کریستن ویگ (فیلمنامه)؛ کریستن ویگ، آنی مومولو، جیمی درنان، وندی مک‌لندن کاوی، دیمون وینس جونیور                                                                           | [ ۲۲ ] |
| F E B R U A R Y | ۱۲     | میناری                                       | ای ۲۴ پلن بی انترتینمنت                                                              | لی ایزاک چانگ (کارگردان/فیلمنامه)؛ استیون ین، هان یه-ری، آلن کیم، نوئل کیت چو، اسکات هیز، یون یو-جونگ، ویل پاتون                                                                                              | [ ۲۳ ] |
| F E B R U A R Y | ۱۲     | تقدیم به همه پسران: همیشه و تا ابد، لارا جین | نتفلیکس                                                                              | مایکل فیموگناری (کارگردان)؛ کیتی لاوجوی (فیلمنامه)؛ لانا کاندر، نوحا سنتینو، جردن فیشر، هالند تیلور، سرایو بلو، جان کوربت                                                                                     | [ ۲۴ ] |
| F E B R U A R Y | ۱۲     | دنیای پیش رو                                 | بلیکر استریتاینجینیس مدیا                                                            | مونا فستولد (کارگردان)؛ ران هانسن، جیم شپرد (فیلمنامه)؛ کاترین واترستون، ونسا کربی، کریستوفر ابوت، کیسی افلک                                                                                                  |        |
| F E B R U A R Y | ۱۲     | خروج فرانسه                                  | سونی پیکچرز کلاسیکس                                                                  | آزازل جیکوبز (کارگردان)؛ پاتریک دوویت (فیلمنامه)؛ میشل فایفر، لوکاس هجز، تریسی لتس، دانیل مک دونالد، ایموجن پوتس                                                                                              | [ ۲۵ ] |
| F E B R U A R Y | ۱۲     | سرزمین                                       | فوکس فیچرزبیگ بیچ                                                                    | رابین رایت (کارگردان)؛ جسی چتم، ارین دیگنام (فیلمنامه)؛ رابین رایت، دمیان بیچیر، کیم دیکنز | [ ۲۶ ] |
| F E B R U A R Y | ۱۲     | سرزمین عجایب والی                            | اسکرین مدیا فیلمز                                                                    | کوین لوئیس (کارگردان)؛ جی او پارسونز (فیلمنامه)؛ نیکلاس کیج، امیلی توستا، ریک ریتز، بت گرانت |        |
| F E B R U A R Y | ۱۲     | نقشه چیزهای کوچک و عالی                      | آمازون ام‌جی‌ام استودیوز                                                               | ایان ساموئلز (کارگردان)؛ لو گروسمن (فیلمنامه)؛ کاترین نیوتون، کایل آلن، ال مادریگال | [ ۲۷ ] |
| F E B R U A R Y | ۱۲     | ترس از باران                                 | لاینزگیت                                                                             | کاستیل لاندون (کارگردان/فیلمنامه)؛ کاترین هایگل، مدیسون آیسمن، ایزرائیل بروسارد، هری کانیک جونیور |        |
| F E B R U A R Y | ۱۹     | بسیار مراقبت می‌کنم                           | نتفلیکس آمازون ام‌جی‌ام استودیوز اس‌تی‌اکس اینترتینمنت بلک بر پیکچرز                     | جی بلیکسون (کارگردان/فیلمنامه)؛ رزمند پایک، پیتر دینکلیج، ایزا گونزالس، کریس مسینا، دایان ویست، ایسایا ویتلک جونیور                                                                                           | [ ۲۸ ] |
| F E B R U A R Y | ۱۹     | فلورا و یولسیس                               | دیزنی پلاسوالت دیزنی پیکچرز                                                          | لنا خان (کارگردان)؛ برد کوپلند (فیلمنامه)؛ ماتیلدا لاولر، آلیسون هانیگان، بن شوارتز، آنا دیور اسمیت، دنی پودی، بنجامین ایوان اینسورث، جنین گرافلو، کیت می‌کوچی                                                 | [ ۲۹ ] |
| F E B R U A R Y | ۱۹     | جاده ابریشم                                  | لاینزگیت                                                                             | تیلر راسل (کارگردان/فیلمنامه)؛ جیسون کلارک، نیک رابینسون، کیتی اسلتون، جیمی سیمپسون، دانیل دیوید استوارت، دارل بریت گیبسون، لکسی راب، ویل راپ، پاول والتر هوزر، الکساندرا شیپ                                 | [ ۳۰ ] |
| F E B R U A R Y | ۲۶     | تام و جری                                    | برادران وارنر پیکچرز گروه انیمیشن وارنر اچ‌بی‌او مکس                                   | تیم استوری (کارگردان)؛ کوین کاستلو (فیلمنامه)؛ کلویی گریس مورتس، مایکل پنیا، کالین جست، راب دلینی، پالاوی شاردا، جردن بولگر، پتسی فران، نیکی جم، بابی کاناوله، لیل رل هاوری، کن جیونگ                         | [ ۳۱ ] |
| F E B R U A R Y | ۲۶     | ایالات متحده دربرابر بیلی هالیدی             | هولو راث-کرشن‌باوم فیلم                                                               | لی دنیلز (کارگردان)؛ سوزان لوری پارکز (فیلمنامه)؛ آندرا دی، تراوانته رودز، گرت هدلند، لسلی جردن، میس لارنس، ایدرین لنکس، ناتاشا لیون، راب مورگان، داواین جوی راندولف، ایوان راس، تایلر جیمز ویلیامز           | [ ۳۲ ] |
| F E B R U A R Y | ۲۶     | چری                                          | اپل تی‌وی پلاس ای‌جی‌بی‌او                                                               | برادران روسو (کارگردانان)؛ آنجلا روسو اوستوت، جسیکا گلدبرگ (فیلمنامه)؛ تام هالند، سی‌یرا براوو، جک رینور، مایکل ریسپولی، جف والبرگ                                                                             | [ ۳۳ ] |
| F E B R U A R Y | ۲۶     | بحران                                        | کوئیور دستریبوشن                                                                     | نیکلاس جارکی (کارگردان/فیلمنامه)؛ گری اولدمن، آرمی همر، اوانجلین لیلی، گرگ کینر، میشل رودریگز، لوک ایوانز، لی‌لی-رز دپ، کید کادی، مارتین دونوان                                                                | [ ۳۴ ] |
| F E B R U A R Y | ۲۶     | بیلی آیلیش: جهان کمی تار است                 | نئون اپل تی‌وی پلاس                                                                   | آر. جی. کاتلر (کارگردان/فیلمنامه)؛ بیلی آیلیش، فینیس اوکانل، مگی بایرد، پاتریک اوکانل | [ ۳۵ ] |
| F E B R U A R Y | ۲۶     | شب زنده داری                                 | آی‌اف‌سی فیلمز بلوم‌هاوس پروداکشنز                                                      | کیت توماس (کارگردان/فیلمنامه)؛ دیو دیویس، مناشه لوستیگ، مالکی گلدمن، فرد ملامد، لین کوئن | [ ۳۶ ] |
| M A R C H       | ۳      | موکسی                                        | نتفلیکس                                                                              | ایمی پولر (کارگردان)؛ تامارا چستنا، دیلان مایر (فیلمنامه)؛ هدلی رابینسون، لورن تسای، پاتریک شوارتزنگر، هیکو هیراگا، سیدنی پارک، جوزفین لانگفورد، کلارک گرگ، آیک بارینهولتز، امی پولر، مارسیا گی هاردن         |        |
| M A R C H       | ۴      | سفر به آمریکا ۲                              | آمازون ام‌جی‌ام استودیوزپارامونت پیکچرز                                                | کریگ برور (کارگردان)؛ کنیا باریس، بری دبلیو بلاستاین، دیوید شفیلد (فیلمنامه)؛ ادی مورفی، آرسنیو هال، جرمین فاولر، لزلی جونز، تریسی مورگان، کیکی لین، شری هیدلی، تیانا تیلور، وسلی اسنایپس، جیمز ارل جونز      | [ ۳۷ ] |
| M A R C H       | ۴      | فیلم باب‌اسفنجی: اسفنج در حال فرار            | پارامونت پلاس پارامونت انیمیشن نیکلودئون موویز رسانه رایتس کاپیتال                   | تیم هیل (کارگردان/فیلمنامه)؛ تام کنی، آکوافینا، مت بری، اسنوپ داگ، بیل فیجرباک، کلنسی براون، تیفانی هدیش، کارولین لارنس، مستر لارنس، کیانو ریوز، دنی ترخو، رجی واتس                                           | [ ۳۸ ] |
| M A R C H       | ۵      | رایا و آخرین اژدها                           | والت دیزنی پیکچرز استودیو انیمیشن والت دیزنی دیزنی پلاس                              | دان هال، کارلوس لوپز استرادا (کارگردانان)؛ کوی نگوین، ادل لیم (فیلمنامه)؛ کلی مری ترن، آکوافینا، ایزاک وانگ، جما چان، دنیل دای کیم، بندیکت وانگ، ساندرا اوه، تالیا تران، لوسیل سونگ، آلن تودیک                | [ ۳۹ ] |
| M A R C H       | ۵      | آشوب مدام                                    | لاینزگیت بران استودیوزآرتس انترتینمنت ۳                                              | داگ لیمان (کارگردان)؛ پاتریک نس، کریستوفر فورد (فیلمنامه)؛ دیزی ریدلی، تام هالند، مس میکلسن، دمیان بیچیر، سینتیا اریوو، نیک جوناس، ری مک‌کینون، کورت ساتر، دیوید اویلوو                                        | [ ۴۰ ] |
| M A R C H       | ۵      | رتبه رئیس                                    | هولو اینجینیس مدیا                                                                   | جو کارنهان (کارگردان/فیلمنامه)؛ کریس بوری، ادی بوری (فیلمنامه)؛ فرانک گریلو، مل گیبسون، نائومی واتس، آنابل والیس، کن جیونگ، ویل ساسو، سلینا لو، میدو ویلیامز، میشل یئو                                        | [ ۴۱ ] |
| M A R C H       | ۵      | بوگی                                         | فوکس فیچرز                                                                           | ادی هوانگ (کارگردان/فیلمنامه)؛ تیلور تاکاهاشی، تیلور پیج، خورخه لندبورگ جونیور، پاپ اسموک | [ ۴۲ ] |
| M A R C H       | ۱۲     | روز بله‌گویی                                  | نتفلیکس                                                                              | میگل آرتتا (کارگردان)؛ جاستین مالن (فیلمنامه)؛ جنیفر گارنر، ادگار رامیرس، جنا اورتگا | [ ۴۳ ] |
| M A R C H       | ۱۲     | آخر هفته طولانی                              | استیج ۶ فیلمز                                                                        | استیو باسیلون (کارگردان/فیلمنامه)؛ فین ویتراک، زوئی چائو، کیسی ویلسون، جیم رش، دیمون وینس جونیور | [ ۴۴ ] |
| M A R C H       | ۱۲     | گناه کیهانی                                  | صبان فیلمز                                                                           | ادوارد جان دریک (کارگردان/فیلمنامه)؛ کوری لارج (فیلمنامه)؛ بروس ویلیس، فرانک گریلو، براندون توماس لی، لانا |        |
| M A R C H       | ۱۲     | اعتماد                                       | ورتیکال انترتینمنت                                                                   | برایان دیکوبلیس (کارگردان/فیلمنامه)؛ کریستن لازاریان، کی اس بروس (فیلمنامه)؛ ویکتوریا جاستیس، متیو داداریو، کاترین مک‌نامارا، لوسین لاویسکونت، رونی چنگ، لیندزی برود                                           | [ ۴۵ ] |
| M A R C H       | ۱۸     | لیگ عدالت زک اسنایدر                         | اچ‌بی‌او مکس برادران وارنر پیکچرز دی‌سی استودیوزاطلس انترتینمنتکروئل اند آنیوژوال فیلمز | زک اسنایدر (کارگردان)؛ کریس تریو (فیلمنامه)؛ بن افلک، هنری کویل، ایمی آدامز، گل گدوت، ری فیشر، جیسون موموآ، ازرا میلر، ویلم دفو، جسی آیزنبرگ، جرمی آیرونز، داین لین، کانی نیلسن، جی. کی. سیمونز، کیران هایندز | [ ۴۶ ] |
| M A R C H       | ۱۹     | پیک                                          | رودساید اترکشنز فیلم‌نیشن اینترتینمنت                                                 | دومینیک کوک (کارگردان)؛ تام اوکانر (فیلمنامه)؛ بندیکت کامبربچ، مراب نینیدزه، ریچل بروزناهان، جسی باکلی، آنگوس رایت                                                                                            | [ ۴۷ ] |
| M A R C H       | ۱۹     | با خوشحالی                                   | صبان فیلمز                                                                           | بن دیوید گرابینسکی (کارگردان/فیلمنامه)؛ جوئل مک‌هیل، کری بیشی، استیون روت | [ ۴۸ ] |
| M A R C H       | ۲۶     | هیچ‌کس                                        | یونیورسال پیکچرز پرفکت ورلد پیکچرز ۸۷نورث پروداکشنز                                  | ایلیا نایشولر (کارگردان)؛ دریک کولستاد (فیلمنامه)؛ باب ادنکیرک، کانی نیلسن، الکسی سربریاکوف، رزا، مایکل ایرون‌ساید، کالین سالمون، کریستوفر لوید                                                                | [ ۴۹ ] |
| M A R C H       | ۲۶     | سفر بد                                       | نتفلیکس اوریون پیکچرز                                                                | کیتائو ساکورای (کارگردان/فیلمنامه)؛ دن کری، اریک آندره (فیلمنامه)؛ اریک آندره، لیل رل هاوری، تیفانی هدیش |        |
| M A R C H       | ۲۶     | روز هفتم                                     | ورتیکال انترتینمنت ولتیج پیکچرز                                                      | جاستین پی لانگ (کارگردان/فیلمنامه)؛ گای پیرس، وادیر دربز، استیون لانگ، کیث دیوید، روبن بارتلت | [ ۵۰ ] |
| M A R C H       | ۲۶     | لحظه ارشد                                    | اسکرین مدیا فیلمز                                                                    | جورجیو سرافینی (کارگردان)؛ کرت برونگارد، کریستوفر مؤمنی (فیلمنامه)؛ ویلیام شاتنر، جین اسمارت، کریستوفر لوید                                                                                                   | [ ۵۱ ] |
| M A R C H       | ۳۱     | گودزیلا در برابر کونگ                        | برادران وارنر پیکچرز لجندری پیکچرز اچ‌بی‌او مکس                                        | آدام وینگارد (کارگردان)؛ اریک پیرسون، مکس بورنشتاین (فیلمنامه)؛ الکساندر اسکاشگورد، میلی بابی براون، ربکا هال، برایان تایری هنری، شون اوگوری، ایزا گونزالس، جولین دنیسون، لنس ردیک، کایل چندلر، دمیان بیچیر   | [ ۵۲ ] |

## آوریل–ژوئن
| افتتاح    | افتتاح | عنوان                                              | شرکت تولیدی                                                             | بازیگران و خدمه | Ref.    |
| --------- | ------ | -------------------------------------------------- | ----------------------------------------------------------------------- | --- | ------- |
| A P R I L | ۲      | گاوچران مقاوم                                      | نتفلیکس                                                                 | ریکی استاب (کارگردان/فیلمنامه دن والسر (فیلمنامه)؛ ادریس البا، کیلب مک‌لاگلین، جرل جروم، بایرون باورز، لورین توسان، متد من | [ ۵۳ ]  |
| A P R I L | ۲      | نامقدس                                             | اسکرین جمز / گوست هاوس پیکچرز                                           | ایوان اسپیلیوتوپولوس (کارگردان/فیلمنامه)؛ جفری دین مورگان، کیتی اسلتون، ویلیام سدلر، کریکت براون، دیوگو مورگادو، کری الویس | [ ۵۴ ]  |
| A P R I L | ۲      | هر نفسی که میکشی                                   | ورتیکال انترتینمنت                                                      | وان استاین (کارگردان)؛ دیوید موری (فیلمنامه)؛ کیسی افلک، سم کلفلین، ورونیکا فرس، ایندیا آیسلی، میشل موناهن | [ ۵۵ ]  |
| A P R I L | ۲      | شیوا بیبی                                          | یوتوپیا                                                                 | اما سلیگمن (کارگردان/فیلمنامه)؛ ریچل سنوت، مالی گوردن، پالی درپر، دنی دیفراری، فرد ملامد، دیانا ایگران |         |
| A P R I L | ۲      | دختری که به معجزه اعتقاد دارد                      | شرکت پخش اطلس                                                           | ریچ کورل (کارگردان/فیلمنامه)؛ جی ام مرسیه (فیلمنامه)؛ میرا سوروینو، بزرگ‌ترین شومن، کوین سوربو، پیتر کایوتی |         |
| A P R I L | ۲      | مؤمن                                               | فری‌ستایل ریلیزینگ                                                       | شان سرافین (کارگردان/فیلمنامه)؛ آیدان بریستو، سوفی کارگمن، سوزان وایلدر، لیندسی گینتر، رابی گلدشتاین، بیلی زین | [ ۵۶ ]  |
| A P R I L | ۶      | طلوع هیولا                                         | آنکورکد انترتینمنت                                                      | بروس ومپل (کارگردان)؛ آنا شیلدز (فیلمنامه)؛ فرانچسکا اندرسون، آدریان برک، کریس سیمپرمن، آریلا ماسترویانی، راجر مایر | [ ۵۷ ]  |
| A P R I L | ۹      | وویجرز                                             | لاینزگیت / ای‌جی‌سی استودیوز / تاندر رود فیلمز / اینجینیس مدیا            | نیل برگر (کارگردان/فیلمنامه)؛ تای شرایدن، لی‌لی-رز دپ، فیون وایتهد، کالین فارل، شانته آدامز، ایزاک همپستد رایت، ویویک کالرا، آرچی مادکوه، کوئینتسا سوئیندل                                                                          | [ ۵۸ ]  |
| A P R I L | ۹      | نیروی تندر                                         | نتفلیکس                                                                 | بن فالکون (کارگردان/فیلمنامه)؛ ملیسا مک‌کارتی، اکتاویا اسپنسر، بابی کاناوله، پام کلمنتیئف، تیلور مازبی، ملیسا لیو، جیسون بیتمن |         |
| A P R I L | ۱۶     | آرلو پسر تمساح                                     | نتفلیکس / شرکت تیت‌ماوس                                                  | رایان کرگو (کارگردان)؛ رایان کرگو، کلی سنچال (فیلمنامه)؛ مایکل جی وودارد، مری لمبرت، هیلی تجو، جاناتان ون نس، برت گلمن، تونی هیل، آنی پاتس، فلی، جنیفر کولیج، وینسنت رودریگز سوم                                                   |         |
| A P R I L | ۱۶     | دوشنبه                                             | آی‌اف‌سی فیلمز                                                            | آرگریس پاپادیمیتروپولوس (کارگردان/فیلمنامه)؛ راب هیز (فیلمنامه)؛ سباستین استن، دنیز گوخ، یورگوس پیرپاسوپولوس، دومنیک تیپر | [ ۵۹ ]  |
| A P R I L | ۱۶     | در زمین                                            | نئون                                                                    | بن ویتلی (کارگردان/فیلمنامه)؛ جوئل فرای، ریس شیراسمیت، هیلی اسکوایرز، الورا تورچیا، جان هالینگ‌ورث، مارک مونرو |         |
| A P R I L | ۲۲     | مسافر قاچاق                                        | نتفلیکس ایکس‌وای‌زد فیلمز                                                 | جو پیانا (کارگردان/فیلمنامه)؛ رایان موریسون (فیلمنامه)؛ آنا کندریک، دنیل دای کیم، شامیر اندرسون، تونی کولت | [ ۶۰ ]  |
| A P R I L | ۲۳     | مورتال کامبت                                       | برادران وارنر پیکچرز نیو لاین سینما اتومیک مانستر پروداکشنز اچ‌بی‌او مکس  | سایمون مک‌کوید (کارگردان)؛ گرگ روسو، دیوید کالاهام (فیلمنامه)؛ لوئیس تان، جسیکا مک‌نامی، جاش لاوسون، تادانابو آسانو، مکاد بروکس، لودی لین، چین هان، جو تسلیم، هیرویوکی سانادا                                                        | [ ۶۱ ]  |
| A P R I L | ۲۳     | میچل‌ها در برابر ماشین‌ها                            | نتفلیکس کلمبیا پیکچرزسونی پیکچرز انیمیشن                                | مایک ریاندا (کارگردان/فیلمنامه)؛ جف رو (کمک‌کارگردان/فیلمنامه)؛ ابی جکوبسون، دنی مک‌براید، مایا رودولف، مایک ریاندا، الیویا کلمن، اریک آندره، فرد ارمیسن، بک بنت، جان لجند، کریسی تیگن، بلیک گریفین، کونان اوبراین                   | [ ۶۲ ]  |
| A P R I L | ۲۳     | غلبه                                               | لاینزگیت                                                                | جورج گالو (کارگردان)؛ ساموئل بارتلت (فیلمنامه)؛ روبی رز، مورگان فریمن | [ ۶۳ ]  |
| A P R I L | ۲۳     | باهم باهم                                          | بلیکر استریت                                                            | نیکول بکویث (کارگردان/فیلمنامه)؛ اد هلمز، پتی هریسون، تیگ نوتارو | [ ۶۴ ]  |
| A P R I L | ۲۳     | رابطه‌مان از هم پاشید                               | ورتیکال انترتینمنت                                                      | جف روزنبرگ (کارگردان/فیلمنامه)؛ لورا جاکمین (فیلمنامه)؛ ویلیام جکسون هارپر، آیا کش | [ ۶۵ ]  |
| A P R I L | ۲۳     | عمیق‌ها                                             | گو فیلمز ۱۲۳                                                            | چاد فرین (کارگردان/فیلمنامه)؛ جینا لا پیانا، رابرت میانو، یوهان اورب، سیلویا اسپروس، جکی دباتین، نیکلاس کاستر | [ ۶۶ ]  |
| A P R I L | ۲۹     | شنیده‌ها و دیده‌ها                                   | نتفلیکس لایکلی استوری                                                   | شاری اسپرینگر برمن و رابرت پولچینی (کارگردان/فیلمنامه)؛ آماندا سایفرد، جیمز نورتون، ناتالیا دایر، اف. موری آبراهام | [ ۶۷ ]  |
| A P R I L | ۳۰     | بدون پشیمانی                                       | آمازون ام‌جی‌ام استودیوز پارامونت پیکچرز اسکای‌دنس مدیا                    | استفانو سولیما (کارگردان)؛ تیلور شریدان، ویل استیپلز (فیلمنامه)؛ مایکل بی. جردن، جیمی بل، جودی ترنر-اسمیت، لورن لندن، برت گلمن، جیکوب اسکیپیو، جک کسی، کولمن دومینگو، گای پیرس                                                     | [ ۶۸ ]  |
| A P R I L | ۳۰     | هنرمند درجه یک                                     | لاینزگیت                                                                | نیک استالیانو (کارگردان/فیلمنامه)؛ جیمز سی ولف (فیلمنامه)؛ انسون مونت، ابی کورنیش، ادی مارسن، دیوید مورس، آنتونی هاپکینز | [ ۶۹ ]  |
| A P R I L | ۳۰     | چهار روز خوب                                       | ورتیکال انترتینمنت                                                      | رودریگو گارسیا (کارگردان/فیلمنامه)؛ الی ساسلو (فیلمنامه)؛ گلن کلوز، میلا کونیس، استیون روت | [ ۷۰ ]  |
| A P R I L | ۳۰     | جدایی                                              | اوپن رود فیلمز بریارکلیف انترتینمنت                                     | ویلیام برنت بل (کارگردان)؛ نیک آمادئوس، جاش براون (فیلمنامه)؛ روپرت فرند، میمی گامر، ویولت مک گرو، برایان کاکس | [ ۷۱ ]  |
| A P R I L | ۳۰     | استراحتگاه                                         | ورتیکال انترتینمنت                                                      | تیلور چین (کارگردان/فیلمنامه)؛ براک اوهورن، آوری پاسکوال، مایکل ولامیس، میشل راندولف، بیانکا هاسه | [ ۷۲ ]  |
| M A Y     | ۷      | خشم مردانه                                         | مترو گلدوین مایر / میرامکس                                              | گای ریچی (کارگردان/فیلمنامه)؛ ایوان اتکینسون، مارن دیویس (فیلمنامه)؛ جیسون استاتهام، هولت مک‌کالانی، جفری داناوان، جاش هارتنت، لاز آلونسو، رائول کاستیلو، دئوبیا اوپاری، ادی مارسن، اسکات ایستوود، اندی گارسیا                      | [ ۷۳ ]  |
| M A Y     | ۷      | هیولا                                              | نتفلیکس / بران کریتیو                                                   | آنتونی ماندلر (کارگردان)؛ رادا بلنک، کول وایلی، جنس شفر (فیلمنامه)؛ کلوین هریسون جونیور، جنیفر ایلی، تیم بلیک نلسون، ناز، ایسپ راکی، پل بن-ویکتور، جان دیوید واشینگتن، جنیفر هادسن، جفری رایت                                      | [ ۷۴ ]  |
| M A Y     | ۷      | جریان اصلی                                         | آی‌اف‌سی فیلمز / امریکن زوتروپ                                            | جیا کوپولا (کارگردان/فیلمنامه)؛ تام استوارت (فیلمنامه)؛ اندرو گارفیلد، مایا هاک، نات وولف، جانی ناکسویل، جیسون شوارتزمن | [ ۷۵ ]  |
| M A Y     | ۷      | مرد آبی                                            | آرال‌جی‌ای فیلمز                                                          | دیوید اویلوو (کارگردان)؛ اما نیدل (فیلمنامه)؛ دیوید اویلوو، رزاریو داوسون، لونی چاویس، آمیا میلر، آلفرد مولینا، ماریا بلو |         |
| M A Y     | ۷      | اینجا امروز                                        | استیج ۶ فیلمز                                                           | بیلی کریستال (کارگردان/فیلمنامه)؛ آلن زوایبل (فیلمنامه)؛ بیلی کریستال، تیفانی هدیش، پن بدجلی، لائورا بنانتی، لوئیسا کراوس | [ ۷۶ ]  |
| M A Y     | ۷      | بالاتر از سوءظن                                    | لاینزگیت                                                                | فیلیپ نویس (کارگردان)؛ کریس جرولمو (فیلمنامه)؛ جک هیوستون، امیلیا کلارک، تورا برچ، جانی ناکسویل |         |
| M A Y     | ۷      | راه اندازی مجدد کمپ                                | فری‌ستایل ریلیزینگ                                                       | ایوو رازا (کارگردان/فیلمنامه)؛ دیوید کوچنر، اد بیگلی. جی آر، چز بونو، جا رول، شار جکسون، اریک رابرتس |         |
| M A Y     | ۷      | بنی دوستت دارد                                     | گروه اپیک پیکچرز                                                        | کارل هولت (کارگردان/فیلمنامه)؛ کارل هولت، کلر کارترایت، دیوید ویمن، جورج کولی، جیمز پارسونز، لیدیا هوریهان | [ ۷۷ ]  |
| M A Y     | ۱۲     | اکسیژن                                             | نتفلیکس                                                                 | الکساندر آژا (کارگردان)؛ کریستین لبلان (فیلمنامه)؛ ملانی لوران، ماتیو آمالریک، مالک زیدی | [ ۷۸ ]  |
| M A Y     | ۱۴     | ارتش مردگان                                        | نتفلیکس / کروئل اند آنیوژوال فیلمز                                      | زک اسنایدر (کارگردان/فیلمنامه)؛ شی هتن، جوبی هارولد (فیلمنامه)؛ دیو باتیستا، الا پورنل، عمری هاردویک، آنا د لا رگه‌را، تئو روسی، ماتیاس شوایگهوفر، نورا آرنزدر، هیرویوکی سانادا، تیگ نوتارو، رائول کاستیلو، هما قریشی، گرت دیلاهانت | [ ۷۹ ]  |
| M A Y     | ۱۴     | کسانی که آرزوی مرگ مرا می‌کنند                      | برادران وارنر پیکچرز / نیو لاین سینما / بران کریتیو / اچ‌بی‌او مکس        | تیلور شریدان (کارگردان/فیلمنامه)؛ مایکل کوریتا، چارلز لیویت (فیلمنامه)؛ آنجلینا جولی، نیکلاس هولت، فین لیتل، آیدان گیلن، جیک وبر، مدینه سنقر، جان برنثال                                                                           | [ ۸۰ ]  |
| M A Y     | ۱۴     | زنی پشت پنجره                                      | نتفلیکس / استودیو قرن بیستم / فاکس ۲۰۰۰ پیکچرز                          | جو رایت (کارگردان)؛ تریسی لتس (فیلمنامه)؛ ایمی آدامز، گری اولدمن، آنتونی مکی، فرد هچینگر، وایت راسل، برایان تایری هنری، جنیفر جیسن لی، جولیان مور                                                                                  | [ ۸۱ ]  |
| M A Y     | ۱۴     | مارپیچ                                             | لاینزگیت / تویستد پیکچرز                                                | دارن لین بوسمن (کارگردان)؛ جاش استولبرگ، پیت گلدفینگر (فیلمنامه)؛ کریس راک، مکس مینگلا، ماریسول نیکولز، ساموئل ال. جکسون | [ ۸۲ ]  |
| M A Y     | ۱۴     | جورج‌تاون                                           | ورتیکال انترتینمنت                                                      | کریستف والتس (کارگردان)؛ دیوید اوبرن (فیلمنامه)؛ کریستف والتز، ونسا ردگریو، آنت بنینگ، کوری هاکینز | [ ۸۳ ]  |
| M A Y     | ۱۴     | پیدا کردن تو                                       | رودساید اترکشنز                                                         | برایان باگ (کارگردان/فیلمنامه)؛ رز رید، جدییا گوداکر، کاترین مک‌نامارا، پاتریک برگین، سیرشا-مونیکا جکسون، جودیت هوگ، تام اورت اسکات، ونسا ردگریو                                                                                    |         |
| M A Y     | ۱۴     | کشتن دو عاشق                                       | نئون                                                                    | رابرت ماچویان (کارگردان/فیلمنامه)؛ کلین کرافورد، سپیده معافی، کریس کوی، آوری پیزوتو، آری گراهام، ازرا گراهام |         |
| M A Y     | ۱۸     | ویلفورد لین ۶۱۶                                    | ایندیکان پیکچرز                                                         | مارک اس. آلن، دانته یور (کارگردان/فیلمنامه)؛ هوارد برد (فیلمنامه)؛ جان لیتلفیلد، اریک رابرتس، آلیسون گورسکه، استیونته هارت، الیزا رابرتز                                                                                           | [ ۸۴ ]  |
| M A Y     | ۲۱     | اسب رؤیایی                                         | بلیکر استریت / تاپیک استودیوز / فیلم۴ / اینجینیس مدیا                   | یورو لین (کارگردان)؛ نیل مک کی (فیلمنامه)؛ تونی کولت، دیمین لوئیس، اوون تیال، جوانا پیج، کارل جانسون، استفان رودری، آنتونی اودانل، نیکلاس فارل، سیان فیلیپس                                                                        |         |
| M A Y     | ۲۱     | ضربان انفجار                                       | استیج ۶ فیلمز / ورتیکال انترتینمنت                                      | استبان آرانگو (کارگردان/فیلمنامه)؛ اریک کاستریون، استبان آرانگو (فیلمنامه)؛ مویسس آریاس، متئو آریاس، دنیل دای کیم، کالی اوچیس، اشلی جکسون، دایان گررو، ویلمر والدراما                                                              | [ ۸۵ ]  |
| M A Y     | ۲۸     | یک مکان ساکت: بخش ۲                                | پارامونت پیکچرز / پلاتینوم دونس / ساندی نایت پروداکشنز                  | جان کرازینسکی (کارگردان/فیلمنامه)؛ امیلی بلانت، کیلین مورفی، میلیسنت سیموندز، نوآ جوپ، جایمن هانسو، جان کرازینسکی | [ ۸۶ ]  |
| M A Y     | ۲۸     | کروئلا                                             | والت دیزنی پیکچرز / دیزنی پلاس                                          | کریگ گیلسپی (کارگردان)؛ دانا فاکس، تونی مک نامارا (فیلمنامه)؛ اما استون، اما تامپسون، جوئل فرای، پاول والتر هوزر، امیلی بیچام، کربی هوول باپتست، مارک استرانگ                                                                      | [ ۸۷ ]  |
| M A Y     | ۲۸     | نقشهٔ بی                                            | هولو                                                                    | ناتالی مورالس (کارگردان)؛ پراتی سرینیواسان، جاشوا لوی (فیلمنامه)؛ کوهو ورما، ویکتوریا مورولز | [ ۸۸ ]  |
| J U N E   | ۱      | تغییر بازی Changing the Game                       | هولو                                                                    | مایکل بارنت (کارگردان/فیلمنامه)؛ آماندا سی. گریفین، مایکل ماهافی (فیلمنامه)؛ مک بگز، سارا رز هاکمن، تری میلر، نگوزی نناجی، آندرایا یاروود                                                                                          |         |
| J U N E   | ۴      | روح رام‌نشده                                        | یونیورسال پیکچرز / دریم‌ورکس انیمیشن                                     | الین بوگان، انیو تورسان (کارگردانان)؛ اوری والینگتون (فیلمنامه)؛ ایزابلا مونر، مارسای مارتین، مکینا گریس، جولیان مور، جیک جیلنهال، والتون گاگینز، ایزا گونزالس                                                                     | [ ۸۹ ]  |
| J U N E   | ۴      | احضار: شیطان مرا وادار کرد                         | برادران وارنر پیکچرز / نیو لاین سینما / اچ‌بی‌او مکس                      | مایکل چاوز (کارگردان)؛ دیوید لزلی جانسون-مک گلدریک (فیلمنامه)؛ پاتریک ویلسون، ورا فارمیگا، روایری اوکانر، سارا کاترین هوک، جولیان هیلیارد                                                                                          | [ ۹۰ ]  |
| J U N E   | ۴      | گلی                                                | ورتیکال انترتینمنت                                                      | نبیل الدرکین (کارگردان)؛ مارکوس جی. گیلری (فیلمنامه)؛ جیکوب لاتیمور، چارلی پلامر، جاناتان میجرز، کلوین هریسون جونیور، امبر هرد، ترنس هاوارد                                                                                        |         |
| J U N E   | ۴      | فلاش بک                                            | لاینزگیت                                                                | کریستوفر مک براید (کارگردان/فیلمنامه)؛ دیلن اوبرایان، مایکا مونرو، هانا گراس، اموری کوئن، کیر گیلکریست | [ ۹۱ ]  |
| J U N E   | ۴      | زیر چراغ‌های استادیوم                               | فیلم بریج انترنشنال / صبان فیلمز                                        | تاد راندال (کارگردان)؛ جان کالینز، حمید تراب‌پور (فیلمنامه)؛ میلو گیبسون، لارنس فیشبرن، گلن مورشور، نوئل گوگلیمی |         |
| J U N E   | ۴      | گریس و گریست Grace and Grit                        | کوئیور دستریبیوشن                                                       | سباستین سیگل (کارگردان/فیلمنامه)؛ مینا سوواری، استوارت توانسند، فرانسیس فیشر، ربکا گراف، ماریل همینگوی، نیک استال |         |
| J U N E   | ۹      | بیدار                                              | نتفلیکس / انترتینمنت وان                                                | مارک رسو (کارگردان/فیلمنامه)؛ جوزف رسو (فیلمنامه)؛ جینا رودریگز، جنیفر جیسن لی، بری پپر، فین جونز، گیل بیلاز |         |
| J U N E   | ۱۰     | در هایتس                                           | برادران وارنر پیکچرز / لایکلی استوری / اندیور / اچ‌بی‌او مکس              | جان ام. چو (کارگردان)؛ کیارا آلگریا هودس (فیلمنامه)؛ آنتونی راموس، کوری هاکینز، لسلی گریس، ملیسا باررا، اولگا مردیز، دافنه رابین-وگا، گریگوری دیاز چهارم، استفانی بیاتریز، داشا پولانکو، جیمی اسمیتس، لین-منوئل میرندا             | [ ۹۲ ]  |
| J U N E   | ۱۰     | بی‌نهایت                                            | پارامونت پلاس / پارامونت پیکچرز                                         | آنتوان فوکوآ (کارگردان)؛ ایان شور (فیلمنامه)؛ مارک والبرگ، چیویتل اجیوفور، سوفی کوکسون، جیسون منتزوکس، روپرت فرند، توبی جونز، دیلن اوبرایان                                                                                        | [ ۹۳ ]  |
| J U N E   | ۱۱     | پیتر خرگوشه ۲: فراری                               | کلمبیا پیکچرز / رسانه رایتس کاپیتال / انیمال لاجیک                      | ویل گلوک (کارگردان/فیلمنامه)؛ پاتریک بورلی (فیلمنامه)؛ جیمز کوردن، رز بیرن، دامنل گلیسون، مارگو رابی، الیزابت دبیکی، لنی جیمز، دیوید اویلوو                                                                                        | [ ۹۴ ]  |
| J U N E   | ۱۱     | اژدهای آرزو                                        | نتفلیکس / کلمبیا پیکچرز / سونی پیکچرز انیمیشن / تنسنت پیکچرز            | کریس آپلهانس (کارگردان/فیلمنامه)؛ جیمی وانگ، جان چو، کنستانس وو، ناتاشا لیو بوردیزو، جیمی او یانگ، آرون یو، ویل یان لی، بابی لی، نیکو سانتس، رونی چنگ                                                                              |         |
| J U N E   | ۱۱     | ناجورها                                            | اونیو انترتینمنت                                                        | رنی هارلین (کارگردان)؛ رابرت هنی، کرت ویمر (فیلمنامه)؛ پیرس برازنان، رامی جابر، هرمایونی کورفیلد، جمی چانگ، مایک دی آنجلو، تیم راث، نیک کانن                                                                                       | [ ۹۵ ]  |
| J U N E   | ۱۱     | ۱۲ یتیم توانا                                      | سونی پیکچرز کلاسیکس                                                     | تای رابرتز (کارگردان/فیلمنامه)؛ لین گریسون، کوین مایر (فیلمنامه)؛ لوک ویلسون، وینسا شا، وین نایت، جیک آستین واکر، جیکوب لافلند، لوی دیلا، رابرت دووال، مارتین شین                                                                  |         |
| J U N E   | ۱۱     | در خانهٔ بعدی: با بلک‌ها آشنا شوید ۲                 | لاینزگیت                                                                | دیون تیلور (کارگردان/فیلمنامه)؛ کوری هارل (فیلمنامه)؛ مایک اپس، کت ویلیامز، برشا وب، لیل دووال، سولای هنائو، تیرین ترنر، مایکل بلکسون، کینگ بچ، گری اوون، دنی ترخو                                                                 |         |
| J U N E   | ۱۱     | ملکه زنبورها                                       | گراویتاس ونچرز                                                          | مایکل لمبک (کارگردان)؛ دونالد مارتین (فیلمنامه)؛ الن برستین، جیمز کان، آن مارگرت، جین کرتین، کریستوفر لوید، لرتا دیواین |         |
| J U N E   | ۱۱     | دومینو: نبرد استخوان‌ها DOMINO: Battle of the Bones | دو جاز فیلمز                                                            | بارون دیویس، کارل رید، استیون وی واسکز جونیور (کارگردانان)؛ بارون دیویس، کارل رید، پاملا آزمی اندرو (فیلمنامه)؛ دیوید آرکت، اسنوپ داگ، تام لیستر جونیور، کارلیتو اولیورو                                                           |         |
| J U N E   | ۱۶     | محافظ همسر یک آدم‌کش                                | لاینزگیت / سامیت انترتینمنت / میلینیوم مدیا                             | پاتریک هیوز (کارگردان)؛ تام اوکانر، براندون مورفی، فیلیپ مورفی (فیلمنامه)؛ رایان رینولدز، ساموئل ال. جکسون، سلما هایک، فرانک گریلو، ریچارد ئی. گرانت، آنتونیو باندراس، مورگان فریمن                                                | [ ۹۶ ]  |
| J U N E   | ۱۸     | لوکا                                               | والت دیزنی پیکچرز / پیکسار / دیزنی پلاس                                 | انریکو کازاروزا (کارگردان)؛ مایک جونز، جسی اندروز (فیلمنامه)؛ جیکوب ترمبلی، جک دیلن گریزر، اما برمن، ساوریو رایموندو، مایا رودولف، مارکو باریچلی، جیم گافیگان، پیتر سون، لورنزو کریشی، مارینا ماسیرونی، سندی مارتین                | [ ۹۷ ]  |
| J U N E   | ۱۸     | پدرانه                                             | نتفلیکس / کلمبیا پیکچرز / بران کریتیو                                   | پال وایتز (کارگردان/فیلمنامه)؛ دانا استیونز (فیلمنامه)؛ کوین هارت، الفری وودارد، لیل رل هاوری، دواندا وایز، آنتونی کاریگان، ملودی هرد، پل رایزر                                                                                    | [ ۹۸ ]  |
| J U N E   | ۱۸     | کیک تولد                                           | اسکرین مدیا فیلمز                                                       | جیمی جیانوپولوس (کارگردان/فیلمنامه)؛ دیومدس رائول برمودز، شایلو فرناندز (فیلمنامه)؛ شیلو فرناندز، وال کیلمر، ایوان مک‌گرگور، اشلی بنسون، لورین براکو، دیوید مازوز                                                                   |         |
| J U N E   | ۱۸     | ریتا مورنو: دختری که تصمیم گرفت دنبالش برود        | رودساید اترکشنز                                                         | ماریم پرز ریرا (کارگردان/فیلمنامه)؛ ریتا مورنو، اوا لونگوریا، جورج چاکیریس، گلوریا استفان، هکتور الیزوندو، کارن اولیو، جاستینا ماچادو، لین-منوئل میرندا، میتزی گلوریا، مورگان فریمن، نورمن لیر، ترنس مک‌نالی، ووپی گلدبرگ           |         |
| J U N E   | ۱۸     | برادران اسپارکس                                    | فوکس فیچرز / رسانه رایتس کاپیتال                                        | ادگار رایت (کارگردان/فیلمنامه)؛ ران میل، راسل میل |         |
| J U N E   | ۱۸     | ترومن و تنسی: گفتگوی صمیمی                         | فیشیو فیلمز / پیس‌ابل اسمبلی                                             | لیزا ایموردینو وریلند (کارگردان/فیلمنامه)؛ جیم پارسونز، زکری کینتو |         |
| J U N E   | ۱۸     | استاکر                                             | ورتیکال انترتینمنت                                                      | تایلر ساویج (کارگردان/فیلمنامه)؛ داش هاوکینز (فیلمنامه)؛ کریستین کو، وینسنت ون هورن، مایکل جاپلین، داستی سورگ، کارلا ولنتاین، اسکات سابیونو                                                                                        |         |
| J U N E   | ۱۸     | وسعت عشق                                           | فاینانس فیلم دیگنیتی / شید فیلم                                         | جیمی آدامز (کارگردان/فیلمنامه)؛ عالیه شوکت، ایزا گونزالس، شانل کرسول، نیک هلم، دالی ولز، تارا لی |         |
| J U N E   | ۱۸     | جنایت در خلیج                                      | شاوت! استودیوز                                                          | نانسی بویرسکی (کارگردان/فیلمنامه)؛ گری دانکن، ریچارد سوبول |         |
| J U N E   | ۲۳     | روی کاغذ خوبه                                      | نتفلیکس / یونیورسال پیکچرز                                              | کیمی گیتوود (کارگردان)؛ ایلیزا شلزینگر (فیلمنامه)؛ ایلیزا شلزینگر، رایان هانسن، مارگارت چو، ربکا ریتن هاوس | [ ۹۹ ]  |
| J U N E   | ۲۵     | اف۹                                                | یونیورسال پیکچرز / اوریجینال فیلم / وان ریس فیلمز / راث/کیرشنباوم فیلمز | جاستین لین (کارگردان/فیلمنامه)؛ دنیل کیسی (فیلمنامه)؛ وین دیزل، جان سینا، میشل رودریگز، تایریس گیبسون، لوداکریس، جوردانا بروستر، ناتالی امانوئل، سانگ کانگ، مایکل روکر، هلن میرن، کرت راسل، شارلیز ترون                            | [ ۱۰۰ ] |
| J U N E   | ۲۵     | جاده یخی                                           | نتفلیکس                                                                 | جاناتان هنزلی (کارگردان/فیلمنامه)؛ لیام نیسون، بنجامین واکر، امبر میدتاندر، مارکوس توماس، هولت مک‌کالانی، مارتین سنسمیر، مت مک‌کوی، مت سلینجر، لارنس فیشبرن                                                                          |         |
| J U N E   | ۲۵     | گرگینه درون                                        | آی‌اف‌سی فیلمز / یوبی‌سافت فیلم و تلویزیون                                 | جاش روبن (کارگردان)؛ میشنا ولف (فیلمنامه)؛ سم ریچاردسون، میلانا واینتروب، جرج باسیل، سارا برنز، مایکل چرنوس، کاترین کرتین، هاروی گیلن، شاین جکسون، میکلا واتکینس، گلن فلشلر                                                        | [ ۱۰۱ ] |
| J U N E   | ۲۵     | مثبت کاذب                                          | ای ۲۴ / هولو                                                            | جان لی (کارگردان/فیلمنامه)؛ ایلانا گلیزر (فیلمنامه)؛ ایلانا گلیزر، جاستین ثرو، سوفیا بوش، جاش همیلتون، پیرس برازنان | [ ۱۰۲ ] |
| J U N E   | ۲۵     | لانسکی                                             | ورتیکال انترتینمنت                                                      | ایتان راکاوی (کارگردان/فیلمنامه)؛ هاروی کایتل، سم ورثینگتون، آناسوفیا راب، مینکا کلی، دیوید جیمز الیوت، جان ماگارو |         |
| J U N E   | ۲۵     | من تو را با خود حمل می‌کنم                          | سونی پیکچرز کلاسیکس / استیج ۶ فیلمز                                     | هایدی یوینگ (کارگردان/فیلمنامه)؛ آلن پیج آریاگا (فیلمنامه)؛ آرماندو اسپیتیا، کریستین وازکز، میشل رودریگز، آنجلس کروز، آرسلیا رامیرز، میشل گونزالس                                                                                  | [ ۱۰۳ ] |
| J U N E   | ۲۵     | زندگی من مری جی. بلیج                              | آمازون ام‌جی‌ام استودیوز                                                  | ونسا راث (کارگردان/فیلمنامه)؛ مری جی. بلایژ، تراجی پی. هنسون، آلیشا کیز، شان کامز |         |
| J U N E   | ۲۵     | فهام                                               | اپل تی‌وی پلاس                                                           | درو زانتوپولوس (کارگردان/فیلمنامه)؛ میشل فورن، الن گارلند |         |
| J U N E   | ۲۵     | Rollers                                            | لول ۳۳ انترتینمنت                                                       | آیزایا اسمالمن (کارگردان)؛ جانی ری گیل، کیت کاب، ویکی جودی، کوین بیگلی |         |
| J U N E   | ۳۰     | آمریکا: تصویر متحرک                                | نتفلیکس فلوید کاونتی پروداکشنز                                          | مت تامپسون (کارگردان)؛ دیوید کالاهام (فیلمنامه)؛ چنینگ تیتوم، جیسون منتزوکس، الیویا مان، بابی موینیهان، جودی گریر، ویل فورته، رائول تروهی‌یو، کیلر مایک، سایمون پگ، اندی سمبرگ                                                      |         |
| J U N E   | ۳۰     | زولا                                               | ای ۲۴                                                                   | جانیکزا براوو (کارگردان/فیلمنامه)؛ جرمی او. هریس (فیلمنامه)؛ تیلور پیج، رایلی کیئو، نیکولاس براون، آریل استاشل، کولمن دومینگو | [ ۱۰۴ ] |

## ژوئیه–سپتامبر
| افتتاح            | افتتاح | عنوان                               | شرکت تولیدی                                                                  | بازیگران و خدمه | Ref.    |
| ----------------- | ------ | ----------------------------------- | ---------------------------------------------------------------------------- | --- | ------- |
| J U L Y           | ۱      | حرکت ناگهانی ممنوع                  | اچ‌بی‌او مکس / برادران وارنر پیکچرز                                            | استیون سودربرگ (کارگردان); اد سلیمان (فیلمنامه); دان چیدل، بنیسیو دل تورو، دیوید هاربر، جان هم، ایمی سایمتز، برندن فریزر، کیرن کالکین، نوآ جوپ، کریگ گرانت، جولیا فاکس، فرانکی شا، ری لیوتا، بیل دوک                                                                                      | [ ۱۰۵ ] |
| J U L Y           | ۲      | جنگ فردا                            | آمازون ام‌جی‌ام استودیوزاسکای‌دنس مدیا پارامونت پیکچرز                          | کریس مک‌کی (کارگردان); زک دین (فیلمنامه); کریس پرت، ایوان استراهاوسکی، جی. کی. سیمونز، بتی گیلپین، سم ریچاردسون، ادوین هاج، یاسمین ماتیوس، رایان کیرا آرمسترانگ، کیت پاورز | [ ۱۰۶ ] |
| J U L Y           | ۲      | بچه رئیس: کسب‌وکار خانوادگی          | یونیورسال پیکچرز دریم‌ورکس انیمیشن پیکاک                                      | تام مک‌گراث (کارگردان); مایکل مک کالرز (فیلمنامه); الک بالدوین، جیمز مارسدن، ایمی سداریس، آریانا گرینبلات، جف گلدبلوم، اوا لونگوریا، جیمی کیمل، لیسا کودرو | [ ۱۰۷ ] |
| J U L Y           | ۲      | پاکسازی ابدی                        | یونیورسال پیکچرز پلاتینوم دونس بلوم‌هاوس پروداکشنز                            | اوراردو گوت (کارگردان); جیمز دموناکو (فیلمنامه); آنا د لا رگه‌را، تنوچ هوئرتا، جاش لوکاس، کسیدی فریمن، لون رامبین، الخاندرو ادا، ویل پاتون | [ ۱۰۸ ] |
| J U L Y           | ۲      | خیابان ترس بخش اول: ۱۹۹۴            | نتفلیکس چرنین انترتینمنت                                                     | بنجامین فلورس جونیور، فرد هچینگر، اشلی زوکرمن، دارل بریت گیبسون، مایا هاک، جوردانا اسپیرو |         |
| J U L Y           | ۲      | تابستان روح                         | سرچلایت پیکچرز هولو                                                          | استیوی واندر، نینا سیمون، اسلای اند د فمیلی استون، ماهالیا جکسون، بی.بی. کینگ | [ ۱۰۹ ] |
| J U L Y           | ۲      | تا مرگ                              | اسکرین مدیا فیلمز میلینیوم فیلمز                                             | مگان فاکس، ایئوین مک‌کین، کالن مالوی، امل امین | [ ۱۱۰ ] |
| J U L Y           | ۲      | بگذار وارد شویم                     | ساموئل گلدوین فیلمز                                                          | کریگ ماس (کارگردان/فیلمنامه); جو کالرو (فیلمنامه); مکنزی ماس، سدی استنلی، مکنزی زیگلر، سینا آگودونگ، توبین بل | [ ۱۱۱ ] |
| J U L Y           | ۹      | بیوه سیاه                           | مارول استودیوزدیزنی پلاس                                                     | کیت شورتلند (کارگردان); اریک پیرسون (فیلمنامه); اسکارلت جوهانسون، فلورنس پیو، دیوید هاربر، او.تی. فاگبنلی، اولگا کوریلنکو، ویلیام هرت، ری وینستون، ریچل وایس | [ ۱۱۲ ] |
| J U L Y           | ۹      | خیابان ترس بخش دوم: ۱۹۷۸            | نتفلیکسچرنین انترتینمنت                                                      | لی جانیاک (کارگردان/فیلمنامه); زک اولکویکز (فیلمنامه); سیدی سینک، امیلی راد، رایان سیمپکینز، مک کیب اسلای، تد ساترلند، جوردانا اسپیرو، جیلیان جیکوبز، کیانا مادیرا، بنجامین فلورس جونیور، اشلی زوکرمن، اولیویا اسکات ولش، جوردین دی ناتال                                                 |         |
| J U L Y           | ۹      | تابستان                             | گود دید انترتینمنت                                                           | کارلوس لوپز استرادا (کارگردان); دیو هریس (فیلمنامه); تیریس وینتر، مارکوشا بابرز، مایا شهردار، آستین آنتوان، برایس بنکس | [ ۱۱۳ ] |
| J U L Y           | ۱۴     | میلک شیک باروتی                     | نتفلیکس استودیوکانال اس‌تی‌اکس انترتینمنت پیکچرز کمپانی                        | ناووت پاپوشادو (کارگردان/فیلمنامه); ایهود لاوسکی (فیلمنامه); کارن گیلان، لینا هیدی، کارلا گوجینو، کلویی کلمن، میشل یئو، آنجلا باست، پل جیاماتی | [ ۱۱۴ ] |
| J U L Y           | ۱۶     | هرج‌ومرج فضایی: میراثی جدید          | برادران وارنر پیکچرز / گروه انیمیشن وارنر / اچ‌بی‌او مکس                       | مالکوم دی. لی (کارگردان); جوئل تیلور، تونی رتن مایر، کینن کوگلر، ترنس ننس، جسی گوردون، سلست بالارد (فیلمنامه); لبران جیمز، دان چیدل، کریس دیویس، سنیکا مارتین-گرین، سدریک جو، جف برگمن، اریک بائوزا، زندیا                                                                                | [ ۱۱۵ ] |
| J U L Y           | ۱۶     | اتاق فرار ۲                         | کلمبیا پیکچرز / اوریجینال فیلم                                               | آدام روبیتل (کارگردان); ویل هانلی، ماریا ملنیک، دانیل توچ، اورن اوزیل (فیلمنامه); تیلور راسل، لوگان میلر، ایندیا مور، هالند رودن، توماس کوکرل، کارلیتو اولیورو، ایزابل فورمن | [ ۱۱۶ ] |
| J U L Y           | ۱۶     | خیابان ترس بخش سوم: ۱۶۶۶            | نتفلیکس / چرنین اینترتینمنت                                                  | لی جانیاک (کارگردان/فیلمنامه); فیل گرازیادعی (فیلمنامه); کیانا مادیرا، اشلی زوکرمن، جیلیان جیکوبز، اولیویا اسکات ولش، بنجامین فلورس جونیور، دارل بریت گیبسون، فرد هچینگر، سیدی سینک، امیلی راد، مک کیب اسلای، جوردانا اسپیرو، جوردین دی ناتال                                             |         |
| J U L Y           | ۱۶     | در جنگ با اسلحه بمیر                | لاینزگیت                                                                     | کالین شیفلی (کارگردان)؛ اندرو بارر، گابریل فراری (فیلمنامه); الکساندرا داداریو، دیه‌گو بونتا، جاستین چتوین، وید آلن مارکوس، بیلی کروداپ، امانوئل چریکی، تراویس فیمل |         |
| J U L Y           | ۱۶     | خوک                                 | نئون / اندیور                                                                | نیکلاس کیج، الکس وولف، آدام آرکین | [ ۱۱۷ ] |
| J U L Y           | ۱۶     | نجات از مرگ                         | ورتیکال انترتینمنت                                                           | بروس ویلیس، جیمی کینگ | [ ۱۱۸ ] |
| J U L Y           | ۱۶     | رودرانر: فیلمی دربارهٔ آنتوتی بوردین | فوکس فیچرز                                                                   | مورگان نویل (کارگردان/فیلمنامه); آنتونی بوردین | [ ۱۱۹ ] |
| J U L Y           | ۲۰     | چگونه پایان می‌پذیرد                 | آمریکن اینترنشنال پیکچرز                                                     | داریل وین، زوئی لیستر-جونز (کارگردان/فیلمنامه); زوئی لیستر جونز، کیلی اسپینی، اولیویا وایلد، فرد ارمیسن، هلن هانت، لامورن موریس، نیک کرول | [ ۱۲۰ ] |
| J U L Y           | ۲۱     | شکارچیان ترول: ظهور تایتان‌ها        | نتفلیکس / دریم‌ورکس انیمیشن                                                   | یوهان مات، اندرو ال. اشمیت، فرانسیسو رویز ولاسکو (کارگردانان); گیرمو دل تورو، مارک گوگنهایم، برادران هاگمن (فیلمنامه); امیل هرش، لکسی مدرانو، چارلی ساکستون، کلسی گرمر، فرد تاتاسیور، کالین اودانهیو، دیه‌گو لونا، تاتیانا مازلانی، استیون ین، کول سند، آلفرد مولینا، نیک فراست، نیک آفرمن | [ ۱۲۱ ] |
| J U L Y           | ۲۳     | چشمان مار: منشأ جی.آی. جو           | پارامونت پیکچرز / مترو گلدوین مایر / اسکای‌دنس مدیا / انترتینمنت وان          | روبرت شونتکه (کارگردان); ایوان اسپیلیوتوپولوس، جو شرپنل، آنا واترهاوس (فیلمنامه); هنری گلدینگ، اندرو کوجی، اورسولا کوربیرو، سامارا ویوینگ، ایکو اویس، هاروکا آبه، تاکه‌هیرو هیرا، پیتر منسا                                                                                                | [ ۱۲۲ ] |
| J U L Y           | ۲۳     | اولد                                | یونیورسال پیکچرز پرفکت ورلد پیکچرز بلیندینگ ادج پیکچرز                       | ام. نایت شامالان (کارگردان/فیلمنامه); گائل گارسیا برنال، ویکی کریپس، روفس سوئل، الکس وولف، توماسین مک‌کنزی، ابی لی کرشا، نیکی آموکا-برد، کن لئونگ، الیزا اسکانلن، آرون پیر، امبت دیویتس، ایمان الیوت                                                                                       | [ ۱۲۳ ] |
| J U L Y           | ۲۳     | جو بل                               | رودساید اترکشنز ناین استوریز پروداکشنز                                       | رینالدو مارکوس گرین (کارگردان); دایانا اسانا، لری مک‌مرتری (فیلمنامه); مارک والبرگ، رید میلر، کانی بریتون، گری سینایس | [ ۱۲۴ ] |
| J U L Y           | ۲۳     | جولت                                | آمازون ام‌جی‌ام استودیوزمیلینیوم مدیا                                          | تانیا وکسلر (کارگردان); اسکات واشا (نمایش‌نامه); کیت بکینسیل، بابی کاناوله، لاورن کاکس، استنلی توچی، جای کورتنی، سوزان ساراندون | [ ۱۲۵ ] |
| J U L Y           | ۲۳     | نیمه‌شب در چمن‌زار                    | لاینزگیت                                                                     | رندال امت (کارگردان); آلن هورسنیل (فیلمنامه); مگان فاکس، بروس ویلیس، امیل هرش، مشین گان کلی، لوکاس هاس | [ ۱۲۶ ] |
| J U L Y           | ۲۳     | الماس‌های شکسته                      | فیلم‌رایز بلک لیبل مدیا                                                       | پیتر ساتلر (کارگردان); استیو ویورلی (فیلمنامه); بن پلت، لولا کریک، ایوت نیکول براون، آلفونزو مک آلی، لیندا بوید |         |
| J U L Y           | ۲۳     | ول                                  | آمازون استودیوز / ای ۲۴                                                      | لئو اسکات، تینگ پو (کارگردانان); وال کیلمر | [ ۱۲۷ ] |
| J U L Y           | ۲۳     | آیلی                                | نئون                                                                         | جمیلا ویگنوت (کارگردان) | [ ۱۲۸ ] |
| J U L Y           | ۳۰     | گشت‌وگذار در جنگل                    | والت دیزنی پیکچرز / Davis انترتینمنت / سون باکس پروداکشنز / دیزنی پلاس       | ژاومه کویت-سرا (کارگردان); مایکل گرین، گلن فیکارا، جان ریکوآ (فیلمنامه); دوئین جانسون، امیلی بلانت، ادگار رامیرس، جک وایتهال، جسی پلمونس، پل جیاماتی | [ ۱۲۹ ] |
| J U L Y           | ۳۰     | ویوو                                | نتفلیکس / کلمبیا پیکچرز / سونی پیکچرز انیمیشن                                | کیرک دمیکو (کارگردان); کیارا آلگریا هودس (فیلمنامه); لین-منوئل میرندا، ینایرالی سیمو، زوئی سالدانیا، خوان دی مارکوس گونزالس، مایکل روکر، برایان تایری هنری، نیکول بایر، گلوریا استفان | [ ۱۳۰ ] |
| J U L Y           | ۳۰     | استیل‌واتر                           | فوکس فیچرز / دریم‌ورکس / رسانه پارتیکیپنت                                     | توماس مک‌کارتی (کارگردان/فیلمنامه); مارکوس هینچی، توماس بیدگین، نوئه دبره (فیلمنامه); مت دیمون، کامیل کوتین، ابیگیل برسلین | [ ۱۳۱ ] |
| J U L Y           | ۳۰     | شوالیه سبز                          | ای ۲۴ / بران کریتیو                                                          | دیوید لاوری (کارگردان/فیلمنامه); دو پتل، آلیسیا ویکاندر، جوئل اجرتون، ساریتا چودری، شان هریس، رالف اینسون، بری کیوگن، ارین کلیمن، کیت دیکی | [ ۱۳۲ ] |
| J U L Y           | ۳۰     | نه روز                              | سونی پیکچرز کلاسیکس                                                          | ادسون اودا (کارگردان/فیلمنامه); وینستون دوک، زازی بیتز، بندیکت وانگ، تونی هیل، بیل اسکاشگورد | [ ۱۳۳ ] |
| J U L Y           | ۳۰     | سوار بر عقاب                        | Decal / JTJ Films                                                            | ترنت اودانل (کارگردان/فیلمنامه); جیک جانسون (فیلمنامه); جیک جانسون، دارسی کاردن، جی. کی. سیمونز، سوزان ساراندون | [ ۱۳۴ ] |
| J U L Y           | ۳۰     | ساعت عصر                            | استرند ریلیزینگ                                                              | برادن کینگ (کارگردان); الیزابت پالمور (فیلمنامه); فیلیپ اتینگر، استیسی مارتین، کوسمو جارویس، Michael Trotter, کری بیشی، لیلی تیلور | [ ۱۳۵ ] |
| J U L Y           | ۳۰     | لورلی                               | ورتیکال انترتینمنت                                                           | سابرینا دویل (کارگردان/فیلمنامه); پابلو شرایبر، جنا مالون | [ ۱۳۶ ] |
| J U L Y           | ۳۰     | دشمنان دولت                         | آی‌اف‌سی فیلمز                                                                 | سونیا کنبک (کارگردان) | [ ۱۳۷ ] |
| A U G U S T       | ۵      | جوخه انتحار                         | برادران وارنر پیکچرز / دی‌سی فیلمز / اطلس اینترتینمنت / اچ‌بی‌او مکس            | جیمز گان (کارگردان/فیلمنامه); ادریس البا، مارگو رابی، جان سینا، یوئل کینامان، سیلوستر استالونه، وایولا دیویس، دیوید دستمالچیان، دانیلا ملکیور، مایکل روکر، جای کورتنی، پیتر کاپالدی، آلیس براگا، پیت دیویدسون، ناتان فیلیون، شان گان، فلولا بورگ، Mayling Ng                              | [ ۱۳۸ ] |
| A U G U S T       | ۶      | تکینگی برهنه                        | اسکرین مدیا فیلمز / اسکات فری پروداکشن                                       | چیس پالمر (کارگردان/فیلمنامه); دیوید متیوز (فیلمنامه); جان بویگا، اولیویا کوک، بیل اسکاشگورد، اد اسکرین، لیندا لوین، تیم بلیک نلسون | [ ۱۳۹ ] |
| A U G U S T       | ۶      | جان و سوراخ                         | آی‌اف‌سی فیلمز                                                                 | پاسکوال سیستو (کارگردان); نیکلاس جیاکوبونه (فیلمنامه); چارلی شاتول، مایکل سی هال، جنیفر ایلی، تایسا فارمیگا | [ ۱۴۰ ] |
| A U G U S T       | ۶      | بازی خدا                            | ورتیکال انترتینمنت                                                           | اسکات بریگناک (کارگردان/فیلمنامه); هانا کاسولکا، لوک بنوارد، جود دمورست، مارک منچاکا، آلن تودیک، مایکل مک‌کین | [ ۱۴۱ ] |
| A U G U S T       | ۶      | آهنگ قو                             | مگنولیا پیکچرز                                                               | تاد استفنز (کارگردان/فیلمنامه); اودو کی‌یر، جنیفر کولیج، لیندا ایوانز، مایکل آوری، Ira Hawkins, Stephanie McVay | [ ۱۴۲ ] |
| A U G U S T       | ۶      | She Ball                            | ردباکس انترتینمنت                                                            | نیک کانن (کارگردان/فیلمنامه); گلندا ال ریچاردسون (فیلمنامه); نیک کانن، کریس براون، Jaliyuh Manuel, کی دی اوبر، ربکا د مورنی، Tammy Brawner, ایوان راس | [ ۱۴۳ ] |
| A U G U S T       | ۱۱     | غرفه بوسه ۳                         | نتفلیکس                                                                      | وینس مارسلو (کارگردان/فیلمنامه); جی آرنولد (فیلمنامه); جوئی کینگ، جوئل کورتنی، جیکوب الوردی، Taylor Zakhar Perez, میسی ریچاردسون-سلرز، Meganne Young, مالی رینگوالد |         |
| A U G U S T       | ۱۲     | اتاق خانه                           | هولو                                                                         | پیتر نیکس (کارگردان) | [ ۱۴۴ ] |
| A U G U S T       | ۱۳     | مرد آزاد                            | استودیو قرن بیستم / لپس ۲۱ انترتینمنت / ماکسیکوم افورتز / تی‌اس‌جی اینترتینمنت | شاون لوی (کارگردان); مت لیبرمن، زک پن (فیلمنامه); رایان رینولدز، جودی کومر، لیل رل هاوری، اوتکارش آمبودکار، جو کیری، تایکا وایتیتی | [ ۱۱۲ ] |
| A U G U S T       | ۱۳     | بزرگداشت                            | مترو گلدوین مایر / بران کریتیو                                               | لیزل تامی (کارگردان); تریسی اسکات ویلسون (فیلمنامه); جنیفر هادسن، فارست ویتاکر، مارلون وینز، آدرا مک‌دانلد، مارک مارون، تایتس برگس، مری جی. بلایژ | [ ۱۴۵ ] |
| A U G U S T       | ۱۳     | بکت                                 | نتفلیکس / رای                                                                | فردیناندو سیتو فیلومارینو (کارگردان); کوین ای. رایس (فیلمنامه); جان دیوید واشینگتن، بوید هالبروک، ویکی کریپس، آلیسیا ویکاندر | [ ۱۴۶ ] |
| A U G U S T       | ۱۳     | نفس نکش ۲                           | اسکرین جمز / استیج ۶ فیلمز / گوست هاوس پیکچرز                                | رودو سایاگس (کارگردان/فیلمنامه); فده آلوارز (فیلمنامه); استیون لانگ، برندان سکستون سوم، Madelyn Grace | [ ۱۴۷ ] |
| A U G U S T       | ۱۳     | کودا                                | اپل تی‌وی پلاس / پتی                                                          | سیان هدر (کارگردان/فیلمنامه); امیلیا جونز، اوگینو دربز، Troy Kotsur, فردیا والش-پیلو، دنیل دورانت، مارلی متلین |         |
| A U G U S T       | ۱۳     | بی سر و صدا نمی‌رود                  | گرینویچ انترتینمنت                                                           | نیکلاس بروکمن (کارگردان/فیلمنامه); آماندا رودی (فیلمنامه) | [ ۱۴۸ ] |
| A U G U S T       | ۲۰     | گشت پنجه‌ای: فیلم                    | پارامونت پیکچرز / نیکلودئون موویز / پارامونت پلاس                            | کال برانکر (کارگردان); کال برانکر، باب بارلن، بیلی فرولیک (فیلمنامه); ایان آرمیتیج، مارسای مارتین، رون پاردو، یارا شهیدی، کیم کارداشیان، رندل پارک، دکس شپارد، تایلر پری، جیمی کیمل، Will Brisbin                                                                                         | [ ۱۴۹ ] |
| A U G U S T       | ۲۰     | خاطره‌پردازی                         | برادران وارنر پیکچرز / فیلم‌نیشن اینترتینمنت / اچ‌بی‌او مکس                     | لیزا جوی (کارگردان/فیلمنامه); هیو جکمن، ربکا فرگوسن، تندی نیوتون، کلیف کرتیس، مارینا د تاویرا، دانیل وو | [ ۱۵۰ ] |
| A U G U S T       | ۲۰     | محافظ                               | لاینزگیت / میلینیوم مدیا / اینجینیس مدیا                                     | مارتین کمبل (کارگردان); ریچارد ونک (فیلمنامه); مایکل کیتون، مگی کیو، ساموئل ال. جکسون، رابرت پاتریک | [ ۱۵۱ ] |
| A U G U S T       | ۲۰     | دختر شیرین                          | نتفلیکس                                                                      | برایان اندرو مندوزا (کارگردان); فیلیپ آیزنر، گرگ هورویتز (فیلمنامه); جیسون موموآ، ایزابلا مونر، مانوئل گارسیا-رولفو، رضا جفری، جاستین بارتا، لکس اسکات دیویس، مایکل ریموند-جیمز، آدریا آرجونا، ایمی برنمن                                                                                 |         |
| A U G U S T       | ۲۰     | فیلم خانهٔ پر سر و صدا               | نتفلیکس انیمیشن / نیکلودئون موویز                                            | دیو نیدهام (کارگردان); اسقف آشر، دیوید تننت، میشل گومز، جیل تالی، برایان استپانک، کاترین تیبر، لیلیانا مومی، نیکا فاترمن، کریستینا پوچلی، جسیکا دی‌چیکو، گری دلیسل، لارا جیل میلر، کیتی تاونسند، آندره رابینسون                                                                            |         |
| A U G U S T       | ۲۰     | خانه شب                             | سرچلایت پیکچرز / تی‌اس‌جی اینترتینمنت                                          | دیوید بروکنر (کارگردان); بن کالینز، لوک پیوتروسکی (فیلمنامه); ربکا هال، سارا گلدبرگ، اون جان‌آکایت، استیسی مارتین، واندی کرتیس-هال | [ ۱۵۲ ] |
| A U G U S T       | ۲۰     | روز پرچم                            | مترو گلدوین مایر                                                             | شان پن (کارگردان); جز باترورث، جان هنری باترورث (فیلمنامه); دیلن پن، Sean Penn, کاترین وینیک، ادی مارسن، جاش برولین، رجینا کینگ | [ ۱۵۳ ] |
| A U G U S T       | ۲۰     | کریپتوزو                            | مگنولیا پیکچرز                                                               | داش شاو (کارگردان/فیلمنامه); لیک بل، مایکل سرا، آنگلیکی پاپولیا، زویی کازان، پیتر استورماره، گریس زابریسکی، لوئیسا کراوس، توماس جی رایان، الکس کارپوفسکی | [ ۱۵۴ ] |
| A U G U S T       | ۲۰     | عادت                                | لاینزگیت / ولتیج پیکچرز                                                      | جانل شرتکلیف (کارگردان); سوکی قیصر (فیلمنامه); جوسی هو، بلا تورن، گوین رزدیل، هانا می لی، پاریس جکسون |         |
| A U G U S T       | ۲۰     | اهریمنی                             | آی‌اف‌سی فیلمز / ای‌جی‌سی استودیوز                                               | نیل بلومکمپ (کارگردان/فیلمنامه); کارلی پوپ، کریس ویلیام مارتین، مایکل روگرز، ناتالی بولت، تری چن | [ ۱۵۵ ] |
| A U G U S T       | ۲۰     | برخاسته Risen                       | ورتیکال انترتینمنت                                                           | ادی آریا (کارگردان/فیلمنامه); کارولین مک کواد، کنت تروجیو، وسیم هوات، بافی آن لیتاوا، نیکول شاروک، ملیسا براتونی، آنتونی مویست، مارکوس جانسون | [ ۱۵۶ ] |
| A U G U S T       | ۲۳     | ویچر: کابوس گرگ                     | نتفلیکس / استودیو میر                                                        | کوانگ ایل هان (کارگردان); بو ده‌مایو (فیلمنامه); تئو جیمز، لارا پالور، گراهام مک‌تاویش، مری مکدانل | [ ۱۵۷ ] |
| A U G U S T       | ۲۵     | واقعا عشق                           | نتفلیکس                                                                      | فرشته کریستی ویلیامز (کارگردان/فیلمنامه); فلیسیا پراید (فیلمنامه); کوفی سیریبو، یوتا وانگ-لوی-سینگ، بلر آندروود، اوزو ادوبا، تریستان وایلدز | [ ۱۵۸ ] |
| A U G U S T       | ۲۷     | کندی‌من                              | یونیورسال پیکچرز / مترو گلدوین مایر / بران کریتیو / مانکی‌پاو پروداکشنز       | نیا داکوستا (کارگردان/فیلمنامه); جوردن پیل، Win Rosenfeld (فیلمنامه); یحیی عبدالمتین دوم، تیونا پریس، ناتان استیورات-جارت، کولمن دومینگو، Kyle Kaminsky, ونسا ای ویلیامز | [ ۱۵۹ ] |
| A U G U S T       | ۲۷     | تعطیلات دوستانه                     | هولو / استودیو قرن بیستم                                                     | کلی تارور (کارگردان/فیلمنامه); تام مولن، تیم مولن، جاناتان گلداستاین، جان فرانسیس دالی (فیلمنامه); جان سینا، لیل رل هاوری، ایوان اورجی، مردیت هاگنر، لین ویتفیلد، کینگ بچ | [ ۱۶۰ ] |
| A U G U S T       | ۲۷     | او همه چیز تمام است                 | نتفلیکس / میرامکس                                                            | مارک واترز (کارگردان); آر. لی فلمینگ (فیلمنامه); ادیسون ری، تانر بوکانان، مدیسون پتیس، ریچل لی کوک، پیتون مایر، متیو لیلارد | [ ۱۶۱ ] |
| A U G U S T       | ۲۷     | خدانشناس                            | آرال‌جی‌ای فیلمز                                                               | امبر سیلی (کارگردان); رابرت کرگیل (فیلمنامه); الایجا وود، لوک کیربی، الکسا پالادینو، رابرت پاتریک | [ ۱۶۲ ] |
| A U G U S T       | ۲۷     | با عجله Rushed                      | ورتیکال انترتینمنت                                                           | ویبکه موسیا (کارگردان); شیوون فالون هوگان (فیلمنامه), سیوبهان فالون هوگان، رابرت پاتریک، جیک ویری، پری گیلپین | [ ۱۶۳ ] |
| S E P T E M B E R | ۲      | زندگی پس از مرگ حزب                 | نتفلیکس                                                                      | استیون هرک (کارگردان); کری فریدل (فیلمنامه); ویکتوریا جاستیس، میدوری فرانسیس، تیموتی رنوف، آدام گارسیا، Gloria Garcia, اسپنسر ساترلند | [ ۱۶۴ ] |
| S E P T E M B E R | ۳      | شانگ چی و افسانه ده حلقه            | مارول استودیوز                                                               | دستین دنیل کرتون (کارگردان/فیلمنامه); دیوید کالاهام، Andrew Lanham (فیلمنامه); سیمو لیو، آکوافینا، Meng'er Zhang, فالا چن، فلوریان مونته‌آنو، بندیکت وانگ، میشل یئو، بن کینگزلی، تونی لیانگ                                                                                                | [ ۱۱۲ ] |
| S E P T E M B E R | ۳      | سیندرلا                             | آمازون استودیوز / سونی پیکچرز / فول‌ول ۷۳                                     | کی کانن (کارگردان/نمایش‌نامه); کامیلا کبیو، ایدینا منزل، نیکلاس گالیزین، مینی درایور، پیرس برازنان، بیلی پورتر | [ ۱۶۵ ] |
| S E P T E M B E R | ۳      | ارزش                                | نتفلیکس                                                                      | سارا کولانجلو (کارگردان); مکس بورنشتاین (فیلمنامه); مایکل کیتون، استنلی توچی، ایمی رایان، تیت داناوان، شونوری راماناتان، لائورا بنانتی، مارک مارون |         |
| S E P T E M B E R | ۳      | دروازه                              | لاینزگیت                                                                     | میشل سیوتا (کارگردان/فیلمنامه); الکساندر فلیکس بندانا، اندرو لویتاس (فیلمنامه); شیا ویگهام، الیویا مان، فرانک گریلو، بروس درن، کیث دیوید |         |
| S E P T E M B E R | ۳      | هندی وحشی                           | ورتیکال انترتینمنت                                                           | لایل میتسل کوربین، Jr. (کارگردان/فیلمنامه); مایکل گری آیز، چاسک اسپنسر، جسی آیزنبرگ، کیت باسورث | [ ۱۶۶ ] |
| S E P T E M B E R | ۳      | ما باید کاری انجام بدهیم            | آی‌اف‌سی فیلمز                                                                 | شان کینگ اوگریدی (کارگردان); مکس بوث سوم (نمایش‌نامه); سیرا مک‌کورمک، وینسا شا، پت هیلی، آزی آزبورن | [ ۱۶۷ ] |
| S E P T E M B E R | ۱۰     | کیت                                 | نتفلیکس / ۸۷نورث پروداکشنز                                                   | سدریک نیکولاس-ترویان (کارگردان); عمیر علیم (فیلمنامه); مری الیزابت وینستد، Miku Martineau, وودی هرلسون، تادانابو آسانو، میخیل هایسمان، میاوی، جون کونیمورا | [ ۱۶۸ ] |
| S E P T E M B E R | ۱۰     | همه در مورد جیمی صحبت می‌کنند        | آمازون استودیوز / ریجنسی انترتینمنت / فیلم۴                                  | جاناتان باترل (کارگردان); تام مک ری (فیلمنامه); مکس هاروود، سارا لانکاشایر، Lauren Patel, شبنا گولاتی، رالف اینسون، عدیل اختر، ساموئل باتملی، شارون هورگان، ریچارد ئی. گرانت | [ ۱۶۹ ] |
| S E P T E M B E R | ۱۰     | بدخیم                               | برادران وارنر پیکچرز / نیو لاین سینما / اچ‌بی‌او مکس                           | جیمز وان (کارگردان); آکلا کوپر (فیلمنامه); آنابل والیس، مدی هسن، جورج یانگ، میکول برایانا وایت، ژاکلین مک‌کنزی | [ ۵۲ ]  |
| S E P T E M B E R | ۱۰     | سردسته‌ها                            | اس‌تی‌اکس اینترتینمنت / ای‌جی‌سی استودیوز                                        | آرون گادت، گیتا پولاپیلی (کارگردانان/فیلمنامه); کریستن بل، کربی هوول باپتست، پاول والتر هوزر، بی‌بی رکسا، وینس وان | [ ۱۷۰ ] |
| S E P T E M B E R | ۱۰     | شمارنده کارت                        | فوکس فیچرز                                                                   | پل شریدر (کارگردان/فیلمنامه); اسکار آیزاک، تیفانی هدیش، تای شرایدن، ویلم دفو | [ ۱۷۱ ] |
| S E P T E M B E R | ۱۰     | از دور بیا                          | اپل تی‌وی پلاس / انترتینمنت وان                                               | کریستوفر اشلی (کارگردان); ایرنه سانکوف، دیوید هین (فیلمنامه); پترینا بروملی، جن کوللا، دلون گرانت، جوئل هچ، تونی لپیج، سزار سامایوآ، کیو اسمیت، آسترید ون ویرن، امیلی والتون، جیم والتون، شارون ویتلی، پل ویتی                                                                            | [ ۱۷۲ ] |
| S E P T E M B E R | ۱۰     | چشم چران‌ها                          | آمازون استودیوز                                                              | مایکل موهان (کارگردان/فیلمنامه); سیدنی سوئینی، جاستیس اسمیث، بن هاردی، ناتاشا لیو بوردیزو |         |
| S E P T E M B E R | ۱۰     | تعمیر موتور کوچک                    | ورتیکال انترتینمنت                                                           | جان پولونو (کارگردان/فیلمنامه); جان برنثال، شیا ویگهام، جوردانا اسپیرو، جان پولونو، سی‌یرا براوو، Spencer House | [ ۱۷۳ ] |
| S E P T E M B E R | ۱۰     | درس زبان                            | شاوت! استودیوز                                                               | ناتالی مورالس (کارگردان/فیلمنامه), مارک دوپلاس (فیلمنامه), ناتالی مورالس، مارک دوپلاس، دیسین تری | [ ۱۷۴ ] |
| S E P T E M B E R | ۱۰     | پدر را به من نشان بده               | افیرم فیلمز                                                                  | ریک آلتیزر (کارگردان); شرمن اسمیت، تونی ایوانز، استیون کندریک، الکس کندریک، دلند مک کالو، جیم دالی، ادی جورج | [ ۱۷۵ ] |
| S E P T E M B E R | ۱۰     | گلوله را بگیر Catch the Bullet      | لاینزگیت                                                                     | مایکل فیفر (کارگردان); جری رابینز (فیلمنامه); جی پیکت، پیتر فاسینلی، تام اسکریت | [ ۱۷۶ ] |
| S E P T E M B E R | ۱۰     | دوستیابی و نیویورک                  | آی‌اف‌سی فیلمز                                                                 | جونا فینگولد (کارگردان/فیلمنامه); فرانچسکا رئال، جابوکی یانگ وایت، کاترین کوهن، برایان مولر، جری فرارا | [ ۱۷۷ ] |
| S E P T E M B E R | ۱۰     | آب نبات بد                          | درد (Dread)                                                                  | اسکات بی. هانسن، دزیره کانل (کارگردان/فیلمنامه); زاک گالیگان، درک روسو، کوری تیلور | [ ۱۷۸ ] |
| S E P T E M B E R | ۱۲     | بدبخت‌های نسل Generation Wrecks      | فیوچرگراف انترتینمنت                                                         | کوین تی مورالس (کارگردان/فیلمنامه); ویکتوریا لی، بریجت مک گری (فیلمنامه); بریجت مک گری، ویکتوریا لی، اوکیریته اونائودوان، امیلی برگل، هتر ماتارازو | [ ۱۷۹ ] |
| S E P T E M B E R | ۱۵     | پسرم                                | پیکاک / اس‌تی‌اکس اینترتینمنت                                                  | کریستین کاریون (کارگردان/فیلمنامه); لوری ایرمن (فیلمنامه); جیمز مک‌آووی، کلر فوی، گری لوئیس، تام کالن | [ ۱۸۰ ] |
| S E P T E M B E R | ۱۵     | کتاب‌های شب                          | نتفلیکس / گوست هاوس پیکچرز                                                   | برایت‌برن (کارگردان); میکی دتری، توبیاس ایاکونیس (فیلمنامه); وینسلو فگلی، لیدیا جوت، کریستن ریتر | [ ۱۸۱ ] |
| S E P T E M B E R | ۱۷     | سار                                 | نتفلیکس / انترتینمنت وان                                                     | تئودور ملفی (کارگردان); مت هریس (فیلمنامه); ملیسا مک‌کارتی، کریس اودوود، تیموتی اولفینت، داوید دیگز، اسکایلر گیزوندو، لورا هری‌یر، روزالیند چائو، لرتا دیواین، کوین کلاین | [ ۱۶۴ ] |
| S E P T E M B E R | ۱۷     | چشم‌های تامی فی                      | سرچلایت پیکچرز / فرکل فیلمز / استودیوهای ام‌دبلیوام                           | مایکل شوالتر (کارگردان); آبه سیلویا (فیلمنامه); جسیکا چستین، اندرو گارفیلد، چری جونز، وینسنت دن آفریو | [ ۱۸۲ ] |
| S E P T E M B E R | ۱۷     | ماچوی گریان                         | برادران وارنر پیکچرز / مالپاسو پروداکشنز / اچ‌بی‌او مکس                        | کلینت ایستوود (کارگردان); نیک شینک، ریچارد نش (فیلمنامه); کلینت ایستوود، دوایت یوآکم، Eduardo Minett | [ ۱۸۳ ] |
| S E P T E M B E R | ۱۷     | کاپ شاپ                             | اوپن رود فیلمز                                                               | جو کارنهان (کارگردان/فیلمنامه); کرت مک لئود (فیلمنامه); جرارد باتلر، فرانک گریلو، الکسیس لودر، توبی هاس | [ ۱۸۴ ] |
| S E P T E M B E R | ۱۷     | بایو آبی                            | فوکس فیچرز / انترتینمنت وان                                                  | جاستین چون (کارگردان/فیلمنامه); جاستین چون، آلیسیا ویکاندر، مارک اوبراین، لین دان فام، Sydney Kowalske, واندی کرتیس-هال، اموری کوئن |         |
| S E P T E M B E R | ۱۷     | زندانیان سرزمین شبح                 | آرال‌جی‌ای فیلمز                                                               | سیون سونو (کارگردان); آرون هندری، رضا سیکسو صفایی (فیلمنامه); نیکلاس کیج، سوفیا بوتلا، بیل مسلی، نیک کاساوتیس، تاک ساکاگوچی، اد اسکرین | [ ۱۸۵ ] |
| S E P T E M B E R | ۱۷     | بهترین فروشندگان                    | اسکرین مدیا فیلمز                                                            | لینا روسلر (کارگردان); آنتونی گریکو (فیلمنامه); مایکل کین، آبری پلازا، اسکات اسپیدمن، الن ونگ، ورونیکا فرس، کری الویس | [ ۱۸۶ ] |
| S E P T E M B E R | ۱۷     | بانوی مانور                         | لاینزگیت                                                                     | جاستین لانگ، کریستین لانگ (کارگردانان/فیلمنامه); ملانی لینسکی، جودی گریر، جاستین لانگ، رایان فیلیپ، لوئیس گازمن | [ ۱۸۷ ] |
| S E P T E M B E R | ۱۷     | مسافرخانه هیچ جا                    | آی‌اف‌سی فیلمز / تاپیک استودیوز                                                | بیل بنز (کارگردان); سنت وینسنت، کری براونستین (فیلمنامه); آنی کلارک، کری براونشتاین، داکوتا جانسون | [ ۱۸۸ ] |
| S E P T E M B E R | ۱۷     | نام من پائولی موری است              | آمازون استودیوز / رسانه پارتیکیپنت                                           | بتسی وست، جولی کوهن (کارگردان); تاله مک ماهون، جولی کوهن، بتسی وست، سینکو شمالی (فیلمنامه) | [ ۱۸۹ ] |
| S E P T E M B E R | ۱۷     | کشتن کنت چمبرلین                    | گراویتاس ونچرز                                                               | دیوید میدل (کارگردان/فیلمنامه); فرانکی فیزن، استیو اوکانل، انریکو ناتاله، بن مارتن، لارویس هاوکینز، آنیکا نونی رز | [ ۱۹۰ ] |
| S E P T E M B E R | ۲۲     | نفوذ                                | نتفلیکس                                                                      | آدام سالکی (کارگردان); کریس اسپارلینگ (فیلمنامه); فریدا پینتو، لوگان مارشال-گرین، رابرت جان برک | [ ۱۹۱ ] |
| S E P T E M B E R | ۲۴     | ایون هنسن عزیز                      | یونیورسال پیکچرز / پرفکت ورلد پیکچرز                                         | استیون شباسکی (کارگردان); استیون لونسون (فیلمنامه); بن پلت، کیتلین دیور، آماندلا استنبرگ، نیک دودانی، کولتون رایان، دنی پینو، جولیان مور، ایمی آدامز | [ ۱۹۲ ] |
| S E P T E M B E R | ۲۴     | اسب کوچک من: نسل جدید               | نتفلیکسانترتینمنت وان                                                        | رابرت کالن، خوزه اوچا (کارگردانان); جیلیان برو، تیم سالیوان (فیلمنامه); ونسا هاجنز، کیمیکو گلن، جیمز مارسدن، سوفیا کارسون، لیزا کوشی، کن جیونگ، الیزابت پرکینز، جین کراکوسکی، مایکل مک‌کین، فیل لامار                                                                                      | [ ۱۹۳ ] |
| S E P T E M B E R | ۲۴     | گناهکار                             | نتفلیکس بولد فیلمز ناین استوریز پروداکشنز                                    | آنتوان فوکوآ (کارگردان); نیک پیزولاتو (فیلمنامه); جیک جیلنهال، ایثن هاک، رایلی کیئو، کریستینا ویدال، الی گوری، داواین جوی راندولف، پل دینو، پیتر سارسگارد | [ ۱۶۴ ] |
| S E P T E M B E R | ۲۴     | پرندگان بهشت                        | آمازون ام‌جی‌ام استودیوز                                                       | سارا آدینا اسمیت (کارگردان/فیلمنامه); کریستین فروست، دایانا سیلورز، جکلین بیسیت، استاو استراشکو | [ ۱۹۴ ] |
| S E P T E M B E R | ۳۰     | بعد از سقوط                         | ولتیج پیکچرز                                                                 | کاستیل لاندون (کارگردان); شارون سوبول (فیلمنامه); جوزفین لانگفورد، هیرو فاینز-تیفین، لوئیس لومبارد، رب استز، آریل کبل، چنس پردومو، فرانسیس ترنر، کیانا مادیرا، کارتر جنکینس، استیون مویر، میرا سوروینو                                                                                    | [ ۱۹۵ ] |

## اکتبر–دسامبر
| افتتاح          | افتتاح | عنوان                                     | شرکت تولیدی                                                       | بازیگران و خدمه | Ref.    |
| --------------- | ------ | ----------------------------------------- | ----------------------------------------------------------------- | --- | ------- |
| O C T O B E R   | ۱      | ونوم: بگذارید کارنیج بیاید                | کلمبیا پیکچرز / مارول انترتینمنت / تنسنت پیکچرز                   | اندی سرکیس (کارگردان), Kelly Marcel (فیلمنامه); تام هاردی، میشل ویلیامز، نائومی هریس، رید اسکات، استیون گراهام، وودی هرلسون | [ ۱۹۶ ] |
| O C T O B E R   | ۱      | آمرزیدگان فراوان شهر نیوآرک               | برادران وارنر پیکچرز / نیو لاین سینما / اچ‌بی‌او فیلمز / اچ‌بی‌او مکس | آلن تیلور (کارگردان); دیوید چیس، لورنس کانر (فیلمنامه); آلساندرو نیوولا، Michael Gandolfini, لسلی اودم جونیور، جان برنثال، کوری استول، بیلی مگنوسن، Michela De Rossi, جان ماگارو، ری لیوتا، ورا فارمیگا                                                   | [ ۱۸۳ ] |
| O C T O B E R   | ۱      | خانواده آدامز ۲                           | مترو گلدوین مایر / بران کریتیو                                    | کنراد ورنن، Greg Tiernan (کارگردانان); Dan Hernandez, Benji Samit, Ben Queen, سوزانا فوگل (فیلمنامه); اسکار آیزاک، شارلیز ترون، کلویی گریس مورتس، نیک کرول، جیوون والتون, والاس شاون، اسنوپ داگ، بت میدلر، بیل هیدر                                       | [ ۱۹۷ ] |
| O C T O B E R   | ۱      | بینگو                                     | آمازون استودیوز / بلوم‌هاوس پروداکشنز                              | Gigi Saul Guerrero (کارگردان/فیلمنامه); Shane McKenzie, Perry Blackshear (فیلمنامه); ال اسکات کالدول، آدریانا بارازا، Joshua Caleb Johnson | [ ۱۹۸ ] |
| O C T O B E R   | ۱      | به تاریکی شب                              | آمازون استودیوز / بلوم‌هاوس پروداکشنز                              | Maritte Lee Go (کارگردان); Sherman Payne (فیلمنامه); Ashja Cooper, Theodus Crane, Kenneisha Thompson, Al Mitchell | [ ۱۹۸ ] |
| O C T O B E R   | ۱      | هنری پیر                                  | شاوت! استودیوز                                                    | Potsy Ponciroli (کارگردان/فیلمنامه); تیم بلیک نلسون، اسکات هیز، Gavin Lewis, تریس ادکینز، استیون درف | [ ۱۹۹ ] |
| O C T O B E R   | ۱      | موسیقی عیسی                               | لاینزگیت                                                          | Erwin brothers (کارگردان); Jon Erwin (فیلمنامه); ایمی گرنت، مایکل دبلیو اسمیت، TobyMac, کیرک فرانکلین، Lauren Daigle | [ ۲۰۰ ] |
| O C T O B E R   | ۱      | می‌دی                                      | مگنولیا پیکچرز                                                    | Karen Cinorre (کارگردان/فیلمنامه); Grace Van Patten, میا گاث، Havana Rose Liu, سوکو، جولیت لوئیس | [ ۲۰۱ ] |
| O C T O B E R   | ۴      | خدا نمرده‌است: ما مردم                     | Pinnacle Peak Pictures                                            | Vance Null (کارگردان); Tommy Blaze (فیلمنامه); دیوید ای آر وایت، آنتونیو ساباتو جونیور، Francesca Battistelli, ویلیام فورسایت، آیزیا واشینگتن، جنین پیرو                                                                                                  | [ ۲۰۲ ] |
| O C T O B E R   | ۶      | کسی داخل خانه شماست                       | نتفلیکس / لپس ۲۱ انترتینمنت                                       | Patrick Brice (کارگردان); Henry Gayden (فیلمنامه); Sydney Park, Theodore Pellerin, Asjha Cooper, Jesse LaTourette, Diego Josef | [ ۱۶۴ ] |
| O C T O B E R   | ۸      | زمانی برای مردن نیست                      | مترو گلدوین مایر / یونیورسال پیکچرز / ایون پروداکشنز              | کری فوکوناگا (کارگردان/فیلمنامه); Neal Purvis and Robert Wade, فیبی والر-بریج (فیلمنامه); دنیل کریگ، رامی ملک، لئا سیدو، Lashana Lynch, بن ویشاو، نائومی هریس، بیلی مگنوسن، آنا د آرماس، داوید دنسیک، جفری رایت، کریستف والتس، ریف فاینز                  | [ ۲۰۳ ] |
| O C T O B E R   | ۸      | ماس                                       | بلیکر استریت                                                      | فران کرانتس (کارگردان/فیلمنامه); Reed Birney, آن داود، جیسون آیزکس، مارتا پلیمپتن | [ ۲۰۴ ] |
| O C T O B E R   | ۸      | جنوب بهشت                                 | آرال‌جی‌ای فیلمز                                                    | Aharon Keshales (کارگردان/فیلمنامه); ناووت پاپوشادو، Kai Mark (فیلمنامه); جیسون سودیکیس، اوانجلین لیلی، شیا ویگهام، مایک کولتر | [ ۲۰۵ ] |
| O C T O B E R   | ۸      | مانور                                     | آمازون استودیوز / بلوم‌هاوس پروداکشنز                              | Axelle Carolyn (کارگردان/نمایش‌نامه); باربارا هرشی، بروس دیویسن، استیسی تراویس، Ciera Payton, جیل لارسون، Mark Steger | [ ۱۹۸ ] |
| O C T O B E R   | ۸      | مادرس                                     | آمازون استودیوز / بلوم‌هاوس پروداکشنز                              | Ryan Zaragoza (کارگردان); Marcella Ochoa, Mario Miscione (فیلمنامه); الپیدیا کاریو، تنوچ هوئرتا | [ ۱۹۸ ] |
| O C T O B E R   | ۸      | جاستین بیبر: دنیای ما                     | آمازون استودیوز                                                   | Michael D. Ratner (کارگردان); جاستین بیبر، هیلی بالدوین | [ ۲۰۶ ] |
| O C T O B E R   | ۱۵     | هالووین می‌کشد                             | یونیورسال پیکچرز / میرامکس / بلوم‌هاوس پروداکشنز / پیکاک           | دیوید گوردون گرین (کارگردان/فیلمنامه); دنی مک‌براید، Scott Teems (فیلمنامه); جیمی لی کرتیس، جودی گریر، Andi Matichak, ویل پاتون، توماس مان، آنتونی مایکل هال                                                                                               | [ ۲۰۷ ] |
| O C T O B E R   | ۱۵     | آخرین دوئل                                | استودیو قرن بیستم / اسکات فری پروداکشن / پرل استریت فیلمز         | ریدلی اسکات (کارگردان); Nicole Holofcener, بن افلک، مت دیمون (فیلمنامه); Matt Damon, آدام درایور، جودی کومر، Ben Affleck | [ ۲۰۸ ] |
| O C T O B E R   | ۱۵     | سوزن در یک زمان                           | لاینزگیت / بران استودیوز                                          | جان ریدلی (کارگردان/sceenplay); لسلی اودم جونیور، فریدا پینتو، سینتیا اریوو، اورلاندو بلوم | [ ۲۰۹ ] |
| O C T O B E R   | ۱۵     | آهنگ عشق سخت شانس                         | رودساید اترکشنز                                                   | Justin Corsbie (کارگردان/فیلمنامه); Craig Ugoretz (فیلمنامه); Michael Dorman, سوفیا بوش، درموت مالرونی، اریک رابرتس، برایان ساکا، ملورا والترز، رزا | [ ۲۱۰ ] |
| O C T O B E R   | ۱۵     | معرفی، سلما بلر                           | دیسکاوری پلاس / LD انترتینمنت                                     | Rachel Fleit (کارگردان); سلما بلر | [ ۲۱۱ ] |
| O C T O B E R   | ۱۵     | ولوت آندرگراوند                           | اپل تی‌وی پلاس / پولی‌گرم                                           | تاد هینز (کارگردان); ولوت آندرگراوند | [ ۲۱۲ ] |
| O C T O B E R   | ۲۰     | دندان شب                                  | نتفلیکس                                                           | Adam Randall (کارگردان); Brent Dillon (فیلمنامه); خورخه لندبورگ جونیور، دبی راین، لوسی فرای، آلفی آلن، رائول کاستیلو، الکساندر لودویگ | [ ۱۶۴ ] |
| O C T O B E R   | ۲۲     | تل‌ماسه                                    | برادران وارنر پیکچرز / لجندری پیکچرز / اچ‌بی‌او مکس                 | دنی ویلنوو (کارگردان/فیلمنامه); جان اسپیتز، اریک راث (فیلمنامه); تیموتی شالامی، ربکا فرگوسن، اسکار آیزاک، جاش برولین، استلان اسکاشگورد، دیو باتیستا، استیون مک‌کینلی هندرسون، زندیا، چانگ چن، شارون دانکن-بروستر، شارلوت رمپلینگ، جیسون موموآ، خاویر باردم | [ ۱۸۳ ] |
| O C T O B E R   | ۲۲     | ران اشتباه شده                            | استودیو قرن بیستم / لاک‌اسمیت انیمیشن / تی‌اس‌جی اینترتینمنت         | سارا اسمیت، Jean-Philippe Vine (کارگردانان); پیتر بینهام، Sarah Smith (فیلمنامه); زک گالیفیناکیس، جک دیلن گریزر، اد هلمز، جاستیس اسمیث، راب دلینی، Kylie Cantrall, Ricardo Hurtado, الیویا کلمن                                                           | [ ۲۱۳ ] |
| O C T O B E R   | ۲۲     | گزارش فرانسوی                             | سرچلایت پیکچرز / ایندین پینت‌براش                                  | وس اندرسن (کارگردان/فیلمنامه); بنیسیو دل تورو، آدرین برودی، تیلدا سوینتن، لئا سیدو، فرانسیس مک‌دورمند، تیموتی شالامی، لینا خضری, جفری رایت، ماتیو آمالریک، استیو پارک، بیل مری، اوون ویلسون                                                                | [ ۲۱۴ ] |
| O C T O B E R   | ۲۲     | هرچه قوی‌تر، سخت‌تر زمین‌می‌خوری              | نتفلیکس                                                           | Jeymes Samuel (کارگردان/فیلمنامه); بوآز یاکین (فیلمنامه); جاناتان میجرز، ادریس البا، زازی بیتز، رجینا کینگ، دلروی لیندو، کیت استنفیلد، آرجی کایلر، Danielle Deadwyler, ادی گاتگی، Deon Cole                                                               | [ ۱۶۴ ] |
| O C T O B E R   | ۲۲     | زندگی الکتریکی لوئیس وین                  | آمازون استودیوز / استودیوکانال / فیلم۴                            | Will Sharpe (کارگردان/فیلمنامه); Simon Stephenson (فیلمنامه); بندیکت کامبربچ، کلر فوی، آندره‌آ ریسبرو، توبی جونز، الیویا کلمن | [ ۲۱۵ ] |
| O C T O B E R   | ۲۲     | هشدار                                     | لاینزگیت                                                          | Agata Alexander (کارگردان/فیلمنامه); Jason Kaye, Rob Michaelson (فیلمنامه); الکس پتیفر، آلیس ایو، آنابل والیس، بندیکت ساموئل، شارلوت ل بن، توماس جین | [ ۲۱۶ ] |
| O C T O B E R   | ۲۷     | گذر                                       | نتفلیکس / فیلم۴ / Gamechanger Films / اندیور                      | ربکا هال (کارگردان/فیلمنامه); تسا تامپسون، روث نگا، اندره هلند، بیل کمپ، بنگا آکینابه، Antoinette Crowe-Legacy, الکساندر اسکاشگورد | [ ۱۶۴ ] |
| O C T O B E R   | ۲۷     | خواب‌آور                                   | نتفلیکس                                                           | Matt Angel, Suzanne Coote (کارگردان); Richard D'Ovidio (screnplay); کیت سیگل، جیسون اومارا، دولی هیل |         |
| O C T O B E R   | ۲۹     | انتلرز                                    | سرچلایت پیکچرز / تی‌اس‌جی اینترتینمنت                               | اسکات کوپر (کارگردان/فیلمنامه); نیک آنتوسکا، C. Henry Chaisson (فیلمنامه); کری راسل، جسی پلمونس، Jeremy T. Thomas, گراهام گرین، اسکات هیز، روری کاکرین، ایمی مدیگان                                                                                       | [ ۲۱۷ ] |
| O C T O B E R   | ۲۹     | ارتش دزدان                                | نتفلیکس / کروئل اند آنیوژوال فیلمز                                | ماتیاس شوایگهوفر (کارگردان); شی هتن (فیلمنامه); Matthias Schweighöfer, ناتالی امانوئل، گوز خان, Ruby O. Fee, Stuart Martin, Jonathan Cohen | [ ۲۱۸ ] |
| O C T O B E R   | ۲۹     | یک لقمه هوا                               | استیج ۶ فیلمز                                                     | Amy Koppelman (کارگردان/فیلمنامه); آماندا سایفرد، فین ویتراک، جنیفر کارپنتر، مایکل گستن، ایمی اروینگ، پل جیاماتی | [ ۲۱۹ ] |
| O C T O B E R   | ۲۹     | سوغات قسمت دوم                            | ای ۲۴ / بی‌بی‌سی فیلمز                                              | جوانا هاگ (کارگردان/فیلمنامه); Honor Swinton Byrne, Jaygann Ayeh, ریچارد آیوادی، آریان لابد، James Spencer Ashworth, هریس دیکینسون، چارلی هیتون، جو آلوین، تیلدا سوینتن                                                                                   | [ ۲۲۰ ] |
| O C T O B E R   | ۲۹     | فعالیت فراطبیعی: نزدیک‌ترین خویشاوند       | پارامونت پلاس / Paramount Players / بلوم‌هاوس پروداکشنز            | ویلیام اوبنک (کارگردان); کریستوفر لندون (فیلمنامه); Emily Bader, Roland Buck III, Dan Lippert, Henry Ayres-Brown | [ ۲۲۱ ] |
| O C T O B E R   | ۲۹     | The Spine of Night                        | آرال‌جی‌ای فیلمز / Shudder                                          | Philip Gelatt, Morgan Galen King (کارگردان/فیلمنامه); ریچارد ئی. گرانت، لوسی لاولس، پتن اسوالت، بتی گابریل، جو منگنیلو | [ ۲۲۲ ] |
| O C T O B E R   | ۲۹     | Violet                                    | رلتیویتی مدیا                                                     | ژاستین بیتمن (کارگردان/فیلمنامه); الیویا مان، لوک بریسی، جاستین ثرو | [ ۲۲۳ ] |
| O C T O B E R   | ۲۹     | Heart of Champions                        | ورتیکال انترتینمنت                                                | مایکل میلر (کارگردان); Vojin Gjaja (فیلمنامه); مایکل شنون، الکساندر لودویگ، چارلز ملتون | [ ۲۲۴ ] |
| N O V E M B E R | ۵      | جاودانگان                                 | مارول استودیوز                                                    | کلویی ژائو (کارگردان/فیلمنامه); پاتریک بورلی (فیلمنامه); جما چان، ریچارد مدن، کمیل نانجیانی، لیا مک‌هیو، برایان تایری هنری، لورن ریدلاف، بری کیوگن، ما دونگ-سئوک، هریش پتل، بیل اسکاشگورد، کیت هرینگتون، سلما هایک، آنجلینا جولی                           | [ ۲۲۵ ] |
| N O V E M B E R | ۵      | اعلان قرمز                                | نتفلیکس / بو فلین / سون باکس پروداکشنز                            | راوسون مارشال تربر (کارگردان/فیلمنامه); دوئین جانسون، رایان رینولدز، گل گدوت، کریس دیامانتوپولوس، Ritu Arya | [ ۲۲۶ ] |
| N O V E M B E R | ۵      | فینچ                                      | اپل تی‌وی پلاس / امبلین اینترتینمنت / رسانه والدن / ایمج‌موورز      | میگل سپاچنیک (کارگردان); Craig Luck, Igor Powell (فیلمنامه); تام هنکس، کلب لندری جونز | [ ۲۲۷ ] |
| N O V E M B E R | ۵      | اسپنسر                                    | نئون / تاپیک استودیوز / فیلم‌نیشن اینترتینمنت                      | پابلو لارائین (کارگردان); استیون نایت (فیلمنامه); کریستن استوارت، تیموتی اسپال، جک فارذینگ، شان هریس، سالی هاوکینز | [ ۲۲۸ ] |
| N O V E M B E R | ۵      | خطرناک                                    | لاینزگیت                                                          | دیوید هکل (کارگردان); Chris Borrelli (فیلمنامه); مل گیبسون، اسکات ایستوود، تایریس گیبسون، فامکه یانسن، کوین دورند | [ ۲۲۹ ] |
| N O V E M B E R | ۵      | عشق شدید                                  | نتفلیکس                                                           | Hernán Jiménez (کارگردان); Danny Mackey, Rebecca Ewing (فیلمنامه); نینا دوبرو، جیمی او یانگ، Darren Barnet | [ ۱۶۴ ] |
| N O V E M B E R | ۵      | The Beta Test                             | آی‌اف‌سی فیلمز                                                      | Jim Cummings, PJ McCabe (کارگردانان/فیلمنامه); Jim Cummings, Virginia Newcomb, PJ McCabe, Jessie Barr | [ ۲۳۰ ] |
| N O V E M B E R | ۱۰     | کلیفورد، سگ بزرگ سرخ                      | پارامونت پیکچرز / انترتینمنت وان / پارامونت پلاس                  | والت بکر (کارگردان); Jay Scherick, David Ronn, Blaise Hemingway (فیلمنامه); جک وایتهال، Darby Camp, تونی هیل، سیه‌نا گیلری، دیوید آلن گرایر، راسل وونگ، کینن تامسون، جان کلیز                                                                              | [ ۲۳۱ ] |
| N O V E M B E R | ۱۲     | تیک، تیک… بوم!                            | نتفلیکس / ایمیجین اینترتیمنت                                      | لین-منوئل میرندا (کارگردان); Steven Levenson (sceenplay); اندرو گارفیلد، الکساندرا شیپ، Robin de Jesús, Joshua Henry, جودیت لایت، ونسا هاجنز، برادلی وایتفورد                                                                                             | [ ۲۳۲ ] |
| N O V E M B E R | ۱۲     | تنها در خانه                              | دیزنی پلاس / استودیو قرن بیستم                                    | دن مازر (کارگردان); مایکی دی، استریتر سیدل (فیلمنامه); الی کمپر، راب دلینی، آرچی یاتس، اشلینگ بی، Pete Holmes, کینن تامسون، الی ماکی، کریس پارنل | [ ۲۳۳ ] |
| N O V E M B E R | ۱۲     | اوج                                       | آرال‌جی‌ای فیلمز                                                    | ادوارد جان دریک (کارگردان/فیلمنامه); Corey William Large (فیلمنامه); نیل مک‌دونا، بروس ویلیس | [ ۲۳۴ ] |
| N O V E M B E R | ۱۷     | قدرت سگ                                   | نتفلیکس / بی‌بی‌سی فیلمز / سی-سا                                    | جین کمپیون (کارگردان/فیلمنامه); بندیکت کامبربچ، کیریستن دانست، جسی پلمونس، کدی اسمیت-مک‌فی، توماسین مک‌کنزی، Genevieve Lemon, کیت کارادین، فرانسیس کانروی                                                                                                   | [ ۱۶۴ ] |
| N O V E M B E R | ۱۸     | The Princess Switch 3: Romancing the Star | نتفلیکس                                                           | مایکل روهل (کارگردان); Robin Bernheim (فیلمنامه); ونسا هاجنز، سم پالادیو، Nick Sagar | [ ۲۳۵ ] |
| N O V E M B E R | ۱۹     | شکارچیان روح: افترلایف                    | کلمبیا پیکچرز / بران کریتیو / Ghost Corps                         | جیسون رایتمن (کارگردان/فیلمنامه); Gil Kenan (فیلمنامه); کری کون، فین ولفهارد، مکینا گریس، پل راد، بیل مری، دن اکروید، ارنی هادسون، سیگورنی ویور، آنی پاتس                                                                                                 | [ ۲۳۶ ] |
| N O V E M B E R | ۱۹     | شاه ریچارد                                | برادران وارنر پیکچرز / آوربوک اینترتینمنت / اچ‌بی‌او مکس            | رینالدو مارکوس گرین (کارگردان); Zach Baylin (فیلمنامه); ویل اسمیت، آنجانو الیس، Saniyya Sidney, Demi Singleton, تونی گلدوین، جان برنثال، دیلان مک‌درموت | [ ۲۳۷ ] |
| N O V E M B E R | ۱۹     | Extinct                                   | نتفلیکس / ترای‌استار پیکچرز / تنسنت پیکچرز                         | دیوید سیلورمن، Raymond S. Persi (کارگردانان); Joel Cohen, جان فرینک، Rob LaZebnik (فیلمنامه); آدام دیواین، ریچل بلوم، زازی بیتز، کن جیونگ، جیم جفریز، کاترین اوهارا، تام هالندر، Reggie Watts, هنری وینکلر، بندیکت وانگ، نیک فراست، الکس بورستین          |         |
| N O V E M B E R | ۱۹     | بی‌خیال بی‌خیال                             | ای ۲۴                                                             | مایک میلز (کارگردان/فیلمنامه); واکین فینیکس، گبی هافمن، Woody Norman, اسکوت مک‌نری، Molly Webster, جابوکی یانگ وایت | [ ۲۳۸ ] |
| N O V E M B E R | ۱۹     | جمعه سیاه                                 | اسکرین مدیا فیلمز                                                 | Casey Tebo (کارگردان); Andy Greskoviak (فیلمنامه); دوون ساوا، ایوانا باکرو، رایان لی، مایکل جای وایت، بروس کمپبل | [ ۲۳۹ ] |
| N O V E M B E R | ۱۹     | Zeros and Ones                            | لاینزگیت                                                          | ایبل فرارا (کارگردان/فیلمنامه); ایثن هاک، والریو ماستاندرئا |         |
| N O V E M B E R | ۲۴     | افسون                                     | والت دیزنی پیکچرز / استودیو انیمیشن والت دیزنی                    | بایرون هاوارد، جرد بوش, Chasire Castro Smith (کارگردانان); Jared Bush, Chasire Castro Smith (فیلمنامه); استفانی بیاتریز، جان لگویزمائو، María Cecilia Botero, دایان گررو، Jessica Darrow, آنجی سپدا، ویلمر والدراما                                       | [ ۲۴۰ ] |
| N O V E M B E R | ۲۴     | خانه گوچی                                 | مترو گلدوین مایر / بران کریتیو / اسکات فری پروداکشن               | ریدلی اسکات (کارگردان); Becky Johnston, Roberto Bentivegna (فیلمنامه); لیدی گاگا، آدام درایور، جرد لتو، جرمی آیرونز، سلما هایک، آل پاچینو | [ ۲۴۱ ] |
| N O V E M B E R | ۲۴     | نابخشودنی                                 | نتفلیکس / Fortis Films / جی کی فیلمز                              | Nora Fingscheidt (کارگردان); پیتر کریگ, Hillary Seitz, Courtenay Miles (فیلمنامه); ساندرا بولاک، وینسنت دن آفریو، جان برنثال، ریچارد توماس، لیندا ایمند، اشلینگ فرنچوسی، راب مورگان، وایولا دیویس                                                         | [ ۱۶۴ ] |
| N O V E M B E R | ۲۴     | رزیدنت ایول: به راکون سیتی خوش آمدید      | اسکرین جمز / کنستانتین فیلم / Davis Films                         | یوهانس رابرتس (کارگردان/فیلمنامه); کایا اسکودلاریو، هانا جان کامن، رابی امل، تام هاپر، اون جوگیا، دانل لوگ، نیل مک‌دونا | [ ۲۴۲ ] |
| N O V E M B E R | ۲۴     | کبود                                      | نتفلیکس / تاندر رود فیلمز                                         | هلی بری (کارگردان); Michelle Rosenfarb (فیلمنامه); Halle Berry, شامیر اندرسون، آدان کانتو، Sheila Atim, ولنتینا شفچنکو, استیون مک‌کینلی هندرسون | [ ۲۴۳ ] |
| N O V E M B E R | ۲۴     | 8-Bit Christmas                           | اچ‌بی‌او مکس / برادران وارنر پیکچرز / نیو لاین سینما                | مایکل داوس (کارگردان); Kevin Jakubowski (فیلمنامه); نیل پاتریک هریس، وینسلو فگلی، جون دایان ری‌فیل، دیوید کراس، استیو زان | [ ۲۴۴ ] |
| N O V E M B E R | ۲۴     | The Humans                                | ای ۲۴ / شوتایم / آی‌ای‌سی                                           | Stephen Karam (کارگردان/فیلمنامه); ریچارد جنکینز، Jayne Houdyshell, ایمی شومر، بنی فلداستین، استیون ین، جون اسکویب | [ ۲۴۵ ] |
| N O V E M B E R | ۲۶     | لیکریش پیتسا                              | مترو گلدوین مایر / فوکس فیچرز / بران کریتیو                       | پل توماس اندرسن (کارگردان/فیلمنامه); آلاناهایم، Cooper Hoffman, شان پن، تام ویتس، بردلی کوپر، برادران سفدی، مایا رودولف | [ ۲۴۶ ] |
| D E C E M B E R | ۳      | دفترچه خاطرات یک پسربچه بی‌عرضه            | دیزنی پلاس / استودیو قرن بیستم / انیمیشن قرن بیستم                | سوینتون اسکات (کارگردان); جف کینی (فیلمنامه); Brady Noon, Ethan William Childress, کریس دیامانتوپولوس، Hunter Dillon, Christian Convery, اریکا سرا، Jessica Mikayla Adams                                                                                 | [ ۲۴۷ ] |
| D E C E M B E R | ۳      | Back to the Outback                       | نتفلیکس / نتفلیکس انیمیشن                                         | Clare Knight, Harry Cripps (کارگردان); Harry Cripps (فیلمنامه); آیلا فیشر، تیم مینچین، اریک بانا، گای پیرس، Miranda Tapsell, Angus Imrie, کیث اربن، Rachel House, جکی ویور                                                                                | [ ۲۴۸ ] |
| D E C E M B E R | ۳      | هجوم                                      | آمازون استودیوز / فیلم۴ / Raw                                     | Michael Pierce (کارگردان/فیلمنامه), Joe Barton (فیلمنامه); ریز احمد، اکتاویا اسپنسر، جنینا گاوانکار، روری کاکرین، Lucian-River Chauhan | [ ۲۴۹ ] |
| D E C E M B E R | ۳      | Flee                                      | نئون / رسانه پارتیکیپنت / وایس مدیا                               | Jonas Poher Rasmussen (کارگردان/فیلمنامه); Amin (فیلمنامه) | [ ۲۵۰ ] |
| D E C E M B E R | ۱۰     | داستان وست ساید                           | استودیو قرن بیستم / امبلین اینترتینمنت                            | استیون اسپیلبرگ (کارگردان); تونی کوشنر (فیلمنامه); انسل الگورت، ریچل زگلر، آریانا دبوس، David Alvarez, Mike Faist, ریتا مورنو، Josh Andrés Rivera, آنا ایزابل، کوری استول، برایان دارسی جیمز                                                              | [ ۲۲۵ ] |
| D E C E M B E R | ۱۰     | بالا رو نگاه نکن                          | نتفلیکس / Hyperobject Industries                                  | آدام مک‌کی (کارگردان/فیلمنامه); لئوناردو دی‌کاپریو، جنیفر لارنس، راب مورگان، جونا هیل، مارک رایلنس، تایلر پری، ران پرلمن، تیموتی شالامی، آریانا گرانده، کید کادی، کیت بلانشت، مریل استریپ                                                                   | [ ۱۶۴ ] |
| D E C E M B E R | ۱۰     | National Champions                        | اس‌تی‌اکس اینترتینمنت / تاندر رود فیلمز                             | ریک رومن وو (کارگردان); Adam Mervis (فیلمنامه); Stephan James, جی. کی. سیمونز، اوزو ادوبا، الکساندر لودویگ، کینگ بچ، دیوید کوچنر، تیم بلیک نلسون، تیموتی اولفینت، کریستن چنووس، جفری داناوان، لیل رل هاوری                                                | [ ۲۵۱ ] |
| D E C E M B E R | ۱۰     | ریکاردوس بودن                             | آمازون استودیوز / Escape Artists                                  | آرون سورکین (کارگردان/فیلمنامه); نیکول کیدمن، خاویر باردم، جی. کی. سیمونز، نینا آریاندا، تونی هیل، عالیه شوکت، جیک لیسی، کلارک گرگ | [ ۲۵۲ ] |
| D E C E M B E R | ۱۰     | موشک قرمز                                 | ای ۲۴ / فیلم‌نیشن اینترتینمنت                                      | شان بیکر (کارگردان/فیلمنامه); Chris Bergoch (فیلمنامه); سایمون رکس، Bree Elrod, Suzanna Son | [ ۲۵۳ ] |
| D E C E M B E R | ۱۷     | مرد عنکبوتی: راهی به خانه نیست            | کلمبیا پیکچرز / مارول استودیوز                                    | جان واتس (کارگردان); کریس مک‌کنا, Erik Sommers (فیلمنامه); تام هالند، زندیا، بندیکت کامبربچ، جان فاورو، جیکوب باتالون، مریسا تومی، جی. بی اسموو، بندیکت وانگ، ویلم دفو، آلفرد مولینا، جیمی فاکس                                                            | [ ۲۵۴ ] |
| D E C E M B E R | ۱۷     | کوچه کابوس                                | سرچلایت پیکچرز / تی‌اس‌جی اینترتینمنت                               | گیرمو دل تورو (کارگردان/فیلمنامه); Kim Morgan (فیلمنامه); بردلی کوپر، کیت بلانشت، تونی کولت، ویلم دفو، ریچارد جنکینز، رونی مارا، ران پرلمن، دیوید استراترن                                                                                                | [ ۲۵۵ ] |
| D E C E M B E R | ۱۷     | دختر گم‌شده                                | نتفلیکس / اندیور                                                  | مگی جیلنهال (کارگردان/فیلمنامه); الیویا کلمن، داکوتا جانسون، جسی باکلی، پاول مسکل، داگمارا دومینچیک، الیور جکسون-کوهن، پیتر سارسگارد، اد هریس | [ ۲۵۶ ] |
| D E C E M B E R | ۱۷     | آواز قو                                   | اپل تی‌وی پلاس / استودیوهای اپل                                    | بنجامین کلیری (کارگردان/فیلمنامه); ماهرشالا علی، نائومی هریس، گلن کلوز، آکوافینا، آدام بیچ | [ ۲۵۷ ] |
| D E C E M B E R | ۱۷     | نوار مناقصه                               | آمازون استودیوز                                                   | جرج کلونی (کارگردان); ویلیام موناهان (فیلمنامه); بن افلک، تای شرایدن، لی‌لی ریب، کریستوفر لوید، Daniel Ranieri | [ ۲۵۸ ] |
| D E C E M B E R | ۲۲     | رستاخیزهای ماتریکس                        | برادران وارنر پیکچرز / ویلیج رودشو پیکچرز / اچ‌بی‌او مکس            | واچوفسکی‌ها (کارگردان/فیلمنامه); دیوید میچل، الکساندر همن (فیلمنامه); کیانو ریوز، کری-ان ماس، یحیی عبدالمتین دوم، جسیکا هنویک، جاناتان گروف، نیل پاتریک هریس، پریانکا چوپرا، کریستینا ریچی، جیدا پینکت اسمیت                                               | [ ۲۵۹ ] |
| D E C E M B E R | ۲۲     | آواز ۲                                    | یونیورسال پیکچرز / ایلومینیشن اینترتینمنت                         | گارت جنینگز (کارگردان/فیلمنامه); متیو مک‌کانهی، ریس ویترسپون، اسکارلت جوهانسون، تارون اجرتون، توری کلی، بابی کاناوله، نیک کرول، هالزی، فارل ویلیامز، نیک آفرمن، لتیشیا رایت، اریک آندره، چلسی پرتی، بونو                                                   | [ ۲۶۰ ] |
| D E C E M B E R | ۲۲     | مرد شاه                                   | استودیو قرن بیستم / مارو استودیوز                                 | متیو وان (کارگردان/فیلمنامه); Karl Gajdusek (فیلمنامه); ریف فاینز، جما آرترتون، ریس ایفانز، متیو گود، تام هالندر، هریس دیکینسون، دانیل برول، جایمن هانسو، چارلز دنس                                                                                       | [ ۱۱۲ ] |
| D E C E M B E R | ۲۵     | تراژدی مکبث                               | ای ۲۴ / اپل تی‌وی پلاس / آی‌ای‌سی                                    | برادران کوئن (کارگردان/فیلمنامه); دنزل واشینگتن، فرانسیس مک‌دورمند، Bertie Carvel, Alex Hassell, کوری هاکینز، هری ملینگ، برندن گلیسون | [ ۲۶۱ ] |
| D E C E M B E R | ۲۵     | دفترچه خاطراتی برای جردن                  | کلمبیا پیکچرز / Escape Artists / بران استودیوز                    | دنزل واشینگتن (کارگردان); Virgil Williams (فیلمنامه); مایکل بی. جردن، Chanté Adams | [ ۲۶۲ ] |
| D E C E M B E R | ۲۵     | زیردست آمریکایی: داستان کورت وارنر        | لاینزگیت                                                          | Erwin brothers (کارگردانان); Jon Erwin, David Aaron Cohen, Jon Gunn (فیلمنامه); زکری لی‌وای، آنا پاکوین، دنیس کواید | [ ۲۶۳ ] |